# Кавалеры ордена Святого Георгия IV класса К
Кавалеры ордена Святого Георгия IV класса на букву «К» 
Список составлен по алфавиту персоналий. Приводятся фамилия, имя, отчество; звание на момент награждения; номер по списку Григоровича — Степанова (в скобках номер по списку Судравского); дата награждения. Лица, чьи имена точно идентифицировать не удалось, не викифицируются. Курсивом выделены кавалеры, получившие орден за службу в частях Восточного фронта Русской армии во время Гражданской войны.

## Ка
- Кабаков, Василий Васильевич; подполковник; 3 февраля 1916
- Кабаков, Дмитрий Леонтьевич; поручик; 17 октября 1915
- Кабанов, Михаил Михайлович; подполковник; № 7807; 26 ноября 1847
- Кабачинов, Иван Кузьмич; поручик; 26 июня 1916
- Каблуков; майор; № 2703; 7 октября 1813
- Каблуков, Владимир Иванович; полковник; № 2644; 9 сентября 1813
- Каблуков, Платон Иванович; генерал-майор; № 3692; 26 ноября 1823
- Кабрит, Вильгельм Фридрих фон; премьер-майор; № 699; 26 ноября 1789
- Кавелин, Александр Александрович; генерал-майор; № 4758; 25 декабря 1833
- Кавер, Евстафий Владимирович; генерал-майор; № 3624; 13 февраля 1823
- Каверин, Алексей Павлович; полковник; № 9936; 26 ноября 1856
- Каверин, Андрей Николаевич; майор; № 1745 (731); 28 марта 1807
- Каверин, Максим Наумович; штабс-капитан; № 5898; 1 декабря 1838
- Каверин, Пётр Павлович; полковник; № 6465; 5 декабря 1841
- Каврегин, Михаил Абрамович; полковник; № 3068; 26 ноября 1816
- Кадацкий, Константин Михайлович; майор; № 9986; 26 ноября 1856
- Каде, Алексей Кириллович; майор; № 5268; 1 декабря 1835
- Каджар, Фейзулла Мирза; полковник; 17 октября 1915
- Кадигроб, Георгий Феликсович; есаул; 23 мая 1916
- Кадилов, Евгений Александрович; полковник; 26 августа 1916
- Кадников, Михаил Михайлович; майор; № 10077; 26 ноября 1857
- Кадомцев, Евгений Владимирович; подпоручик; 15 января 1917
- Кадорна, Луиджи; генерал-лейтенант итальянской службы; 7 февраля 1917
- Кадошников, Андрей Фёдорович; полковник; 26 января 1917
- Кадушкин, Пётр Алексеевич; подъесаул; 3 ноября 1918
- Кадьян, Иван Иванович; капитан 2-го ранга; № 6062; 3 декабря 1839
- Кадьян, Михаил Петрович; ротмистр; 30 июня 1917
- Казадаев, Пётр Александрович; генерал-майор; № 8355; 26 ноября 1850
- Казакевич, Евгений Михайлович; полковник; 14 июня 1915
- Казаков, Аркадий Николаевич; штабс-капитан; 29 августа 1916
- Казаков (Козаков), Александр Борисович; полковник; № 8661; 26 ноября 1851
- Казанли, Владимир Алексеевич; капитан; 22 декабря 1915 (посмертно)
- Казанович, Василий Гаврилович; подполковник; № 5788; 1 декабря 1838
- Казанский, Владимир Иванович; подпоручик; 18 ноября 1916
- Казанский, Иван Михайлович; капитан; № 10007; 26 ноября 1856
- Казанцев, Андрей Степанович; подполковник; № 6047; 3 декабря 1839
- Казанцев, Александр Иванович; штабс-капитан; 26 апреля 1915 (посмертно)
- Казанцев, Иван Алексеевич; капитан 1-го ранга; № 3131; 26 ноября 1816
- Казанцев, Орест Григорьевич; капитан; 13 января 1915
- Казанцев, Сергей Николаевич; поручик; 15 сентября 1917
- Казарин, Николай Сергеевич; капитан; 25 сентября 1917
- Казарин, Фома Яковлевич; майор; № 6614; 5 декабря 1841
- Казаринов, Александр Матвеевич; подполковник; № 8915; 1 февраля 1852
- Казаринов, Иван Поликарпович; полковник; № 8375; 26 ноября 1850
- Казарский, Александр Иванович; капитан 2-го ранга; № 4269; 4 июня 1829
- Казасси, Иван Антонович; майор; № 4249; 1 января 1829
- Казаченков, Николай Петрович; прапорщик; 18 октября 1917 (посмертно)
- Казачинский, Евгений Митрофанович; капитан; 2 февраля 1915
- Казачихин, Владимир Иванович; подъесаул; 25 февраля 1907
- Казачковский, Кирилл Фёдорович; полковник; № 1565; 26 ноября 1804
- Казачковский, Павел Степанович; подполковник; № 5175; 1 декабря 1835
- Казбек, Михаил Гаврилович; полковник; № 8872; 1 февраля 1852
- Каземброт; контр-адмирал нидерландской службы; 21 января 1879
- Казикумыкский (Казикумухский), Агалар-Бек[1]; поручик; № 7136; 28 октября 1844
- Казимирский, Станислав Мартынович; подполковник; № 5412; 6 декабря 1836
- Казимирский, Яков Дмитриевич; подполковник; № 6525; 5 декабря 1841
- Казин, Василий Михайлович; капитан-лейтенант; № 2147; 26 ноября 1809
- Казин, Иван Петрович; полковник; № 4981; 3 декабря 1834
- Казин, Николай Глебович; капитан 1-го ранга; № 4460; 18 декабря 1830
- Казиол, Василий Матвеевич; поручик; 29 августа 1916
- Казнаков, Геннадий Иванович; генерал-майор; № 4310; 19 декабря 1829
- Кайгородов, Дмитрий Иванович; подпоручик; 17 апреля 1915
- Кайгородов, Никифор Иванович; подполковник; № 9130; 26 ноября 1853
- Кайсаров, Иван Степанович; морской артиллерии капитан бригадирского ранга; 26 ноября 1793[2]
- Кайсаров, Паисий Сергеевич; капитан; № 2298 (1005); 18 июля 1811
- Кайтахский, Джамав Бек; подполковник; № 7126; 18 августа 1844
- Какурин, Алексей Иванович; штабс-ротмистр; 30 декабря 1915 (посмертно)
- Какурин, Ефим Михайлович; подполковник; № 8051; 26 ноября 1848
- Калабушкин, Василий Петрович; штабс-капитан; 25 сентября 1917
- Калагеоргий, Александр Иванович; полковник; № 6201; 11 декабря 1840
- Калакуцкий, Александр Вениаминович; полковник; 1 января 1878
- Калакуцкий, Пётр Козьмич; майор; № 9174; 26 ноября 1853
- Калакуцкий, Яков; капитан; № 9247; 26 ноября 1853
- Каламара, Дмитрий Константинович; полковник; № 2089; 26 ноября 1809
- Каламара, Егор Дмитриевич; капитан-лейтенант; 5 февраля 1806[3]
- Каландаришвили, Ермолай Виссарионович; прапорщик; 3 сентября 1916 (посмертно)
- Каландс, Егор Иванович; капитан-лейтенант; № 2037; 26 ноября 1808
- Каландс, Николай Егорович; капитан-лейтенант; № 7716; 1 января 1847
- Калантаев, Иван; секунд-майор; № 470 (244); 18 октября 1787
- Калантаров, Николай Афанасьевич; полковник; № 7584; 1 января 1847
- Калачевский, Александр Константинович; полковник; 23 сентября 1915
- Калашников, Александр Петрович; подполковник; № 8034; 26 ноября 1848
- Калашников, Николай Леонидович; полковник; 2 апреля 1917 (посмертно)
- Калашников, Орест Захарович; поручик; 18 сентября 1917
- Каледин, Алексей Максимович; генерал-лейтенант; 7 октября 1914
- Кален, Павел Богданович фон; генерал-майор; № 4760; 25 декабря 1833
- Калениченко, Николай Григорьевич; ротмистр; 15 октября 1916
- Калениченко, Тимофей Васильевич; ротмистр; № 7093; 4 декабря 1843
- Каленский, Амвросий Сафианович; штабс-капитан; 4 марта 1917
- Калера, Афанасий Матвеевич; полковник; № 7971; 26 ноября 1848
- Калецкий, Евгений Петрович; подпоручик; 12 июня 1915 (посмертно)
- Калин, Владимир Дмитриевич; полковник; 27 января 1907
- Калинин, Георгий Павлович; подпоручик; 3 ноября 1916 (посмертно)
- Калинин, Дмитрий Иванович; полковник; 5 февраля 1916
- Калинин, Константин Николаевич; штабс-капитан; 18 июля 1916 (посмертно)
- Калинин, Николай Петрович; штабс-ротмистр; 19 мая 1915
- Калинин, Павел Михайлович; прапорщик; 1 января 1878
- Калинин, Пётр Степанович; майор; № 8268; 26 ноября 1849
- Калиниченко, Василий Герасимович; подполковник; № 10058; 26 ноября 1857
- Калинов, Андрей Иванович; капитан-лейтенант; № 2146; 26 ноября 1809
- Калинов, Евгений Леонтьевич; подпоручик; 9 ноября 1915
- Калиновский, Анатолий Аполлонович; полковник; 27 сентября 1916
- Калиновский, Василий Яковлевич; майор; № 4241; 25 декабря 1828
- Калиновский, Иван Фёдорович; прапорщик; 13 ноября 1916 (посмертно)
- Калиновский, Игнатий Павлович; поручик; 11 сентября 1917 (посмертно)
- Калиновский, Семён Иванович[4]; капитан-лейтенант; № 3754; 26 ноября 1823
- Калиновский, Степан Яковлевич; подполковник; № 9410; 26 ноября 1854
- Калиновский, Фёдор Иванович; капитан-лейтенант; № 3765; 26 ноября 1823
- Калинский, Семён Иванович; капитан; № 8795; 26 ноября 1851
- Калита, Тарас Семёнович; полковник; № 4780; 25 декабря 1833
- Калитин, Пётр Петрович; хорунжий; 27 июля 1881
- Калитинский, Михаил Михайлович; полковник; 9 сентября 1813 (возможно сведения о награждении ошибочны)
- Калихевич, Алексей Николаевич; поручик; 18 сентября 1917
- Калихович, Василий Андреевич; подпоручик; 11 апреля 1917 (посмертно)
- Калишев, Александр Иванович; капитан; 23 сентября 1915
- Калмберг, Густав Карлович; подполковник; № 7013; 4 декабря 1843
- Калмыков, Иван Николаевич; майор; № 7306; 17 декабря 1844
- Калнин, Лев Густавович; поручик; 11 апреля 1917 (посмертно)
- Каловский, Иван Матвеевич; подполковник; № 1587; 26 ноября 1804
- Калугин, Андрей Николаевич; полковник; № 7550; 1 января 1847
- Калугин, Михаил Алексеевич; капитан 2-го ранга; № 8679; 26 ноября 1851
- Калугин, Сергей Ильич; поручик; 1 сентября 1915 (посмертно)
- Калугин, Фёдор Иванович; капитан генерал-майорского ранга; № 847; 26 ноября 1791
- Калустов, Никита Макарович; генерал-майор; № 8358; 26 ноября 1850
- Кальмейер, Вильгельм-Александр Александрович (Фердинандович); генерал-майор; 3 января 1917
- Кальнин, Эдуард; подпоручик; 27 января 1907
- Калюжный, Степан Иванович; подпоручик; 14 ноября 1916
- Калязин, Александр Иванович; прапорщик; 25 сентября 1917 (посмертно)
- Калязин, Алексей Филиппович; полковник; 25 сентября 1917
- Камаев, Фёдор Аксентьевич; подполковник; № 5597; 29 ноября 1837
- Камараш, Михаил Иванович; лейтенант; № 6673; 5 декабря 1841
- Камараш, Николай Ильич; капитан 2-го ранга; № 7505; 12 января 1846
- Камараш, Павел Ильич; капитан 1-го ранга; № 5982; 3 декабря 1839
- Камарницкий, Павел Яковлевич; майор; № 4382; 19 декабря 1829
- Камбалин, Александр Иннокентьевич; полковник; 9 декабря 1919
- Камеин (Калмейн, Камеен), Карл Данилович; генерал-майор; № 196; 26 ноября 1772
- Камельский, Пётр Иванович; майор; № 5471; 6 декабря 1836
- Каменев, Сергей Андреевич; генерал-майор; № 1306; 26 ноября 1802
- Каменев-Любавский, Иван Алексеевич; генерал-майор; № 4762; 25 декабря 1833
- Каменецкий, Владислав Францевич; подполковник; № 8922; 1 февраля 1852
- Каменнов, Александр Михайлович; войсковой старшина; № 2523 (1156); 23 декабря 1812
- Каменский, Антон Фомич; майор; № 6854; 3 декабря 1842
- Каменский, Борис Александрович; подполковник; 25 ноября 1916
- Каменский, Виктор Викторович; капитан; 13 января 1915
- Каменский, Дмитрий; подполковник; № 6555; 5 декабря 1841
- Каменский, Иван Васильевич; генерал-майор; № 7936; 26 ноября 1848
- Каменский, Семён Алексеевич; подполковник; № 6029; 3 декабря 1839
- Каменский, Семён Иванович; майор[5]; 26 ноября 1851[6]
- Каменский, Сергей Михайлович; подполковник; № 1137 (566); 1 января 1795
- Каменский, Николай Павлович; штабс-капитан; 25 ноября 1916 (посмертно)
- Каменский, Феофилакт Васильевич; подполковник; № 7640; 1 января 1847
- Каменский, Фердинанд Игнатьевич; подполковник; № 8441; 26 ноября 1850
- Каменьщиков, Алексей; подполковник; 3111; № 26 ноября 1816
- Каменщиков, Иван Иванович; майор; № 3217; 26 ноября 1816
- Каминский, Алексей Тимофеевич; подпоручик; 27 сентября 1916 (посмертно)
- Каминский, Вильгельм Янович; капитан; 18 сентября 1915
- Каминский, Иов; священник Тобольского пехотного полка; № 4276; 21 июля 1829
- Каминский, Леонид; прапорщик; 30 декабря 1915
- Камков, Афанасий Фёдорович; полковник; № 9286; 6 февраля 1854
- Камп, Иван Николаевич; подполковник; № 558; 26 ноября 1788
- Кампен, Егор; полковник; № 3646; 13 февраля 1823
- Камышанский, Василий Алексеевич; подполковник; № 6162; 3 декабря 1839
- Канавин, Николай Игнатьевич; инженер-майор; № 560; 26 ноября 1788
- Кананов, Давид Иванович; штабс-капитан; 15 сентября 1917
- Канатов, Дмитрий Михайлович; полковник; № 6446; 5 декабря 1841
- Канашевич, Роман Иванович; майор; № 5072; 3 декабря 1834
- Кандауров, Пётр Петрович; майор; № 7063; 4 декабря 1843
- Канделаки, Александр Минаевич; штабс-капитан; 5 мая 1917 (посмертно)
- Кандиба, Даниил Фёдорович; подполковник; № 3149; 26 ноября 1816
- Кандлер, Фома Васильевич; капитан-лейтенант; № 1875; 26 ноября 1807
- Каниболоцкий, Яков Петрович; майор; № 4263; 12 апреля 1829
- Канивальский, Михаил Дмитриевич; подполковник; № 4999; 3 декабря 1834
- Канилле, Христофор Кондратьевич; подполковник; № 1372; 26 ноября 1802
- Канищев, Василий Савич; полковник; № 6456; 5 декабря 1841
- Канн, Пётр Степанович; поручик; 24 апреля 1915
- Каннабих, Александр Иванович; подполковник; № 5189; 1 декабря 1835
- Каннабих, Филипп Иванович; подполковник; № 8017; 26 ноября 1848
- Каннабих, Яков Иванович; полковник; № 8399; 26 ноября 1850
- Каннов, Яков Александрович; майор; № 7297; 17 декабря 1844
- Кантакузин, Владимир Георгиевич; полковник; 3 февраля 1915
- Кантемир, Дмитрий Константинович; подполковник; № 124 (103); 25 июня 1771
- Кантемиров, Леонтий Асанович; подполковник; 23 декабря 1878
- Канторино, Дмитрий Андреевич; майор; № 3746; 26 ноября 1823
- Канунников, Пётр Фёдорович; подпоручик; 26 августа 1916
- Канцеров, Павел Григорьевич; полковник; 23 мая 1916
- Канчеялов, Александр Николаевич; полковник; № 2323; 26 ноября 1811
- Канчиелов, Николай Николаевич; капитан; № 8570; 26 ноября 1850
- Канэп, Эдуард-Давид Иванович; подполковник; 5 августа 1917
- Капароти, Николай Михайлович; капитан-лейтенант; № 3283; 26 ноября 1816
- Капгер, Александр Христианович; генерал-майор; № 9041; 26 ноября 1853
- Капельцов, Пётр Петрович; капитан 2-го ранга; № 3053; 26 ноября 1816
- Капитаненко, Алексей; полковник; № 5172; 1 декабря 1835
- Капленко, Вячеслав; поручик; 4 марта 1917
- Капля, Александр Кириллович; майор; № 7470; 12 января 1846
- Каппель, Владимир Оскарович; генерал-майор; 22 июня 1919
- Каппель, Фёдор Иванович; полковник; № 4160; 21 августа 1828
- Каптанович, Дмитрий; майор; № 6318; 11 декабря 1840
- Капустин, Иван Фёдорович; подполковник; № 2112; 26 ноября 1809
- Капустин, Николай Яковлевич; капитан; 11 декабря 1915
- Карабанов, Александр Николаевич; полковник; 26 сентября 1916
- Карабановский, Василий; майор; № 5295; 1 декабря 1835
- Карабановский, Павел Трофимович; подполковник; № 5579; 29 ноября 1837
- Карабчевский; поручик; № 8335; 28 ноября 1849
- Караваев, Александр Григорьевич; поручик; 27 января 1917 (посмертно)
- Карагеоргиевич, Арсений Александрович; генерал-майор; 29 мая 1915
- Каракуца, Игнатий Георгиевич; капитан; 20 ноября 1915
- Каракуца, Фёдор Георгиевич; подполковник; 26 августа 1916
- Каральков, Иван Андреевич; полковник; № 8659; 26 ноября 1851
- Карамышев, Владимир Дмитриевич; поручик; 25 февраля 1907
- Карамышев, Дмитрий Дмитриевич; штабс-капитан; 25 февраля 1907
- Карангозов, Константин Адамович; штабс-капитан; 19 апреля 1878
- Карандин, Егор (Карандино, Георгий Спиридонович?); капитан 2-го ранга; № 1596; 26 ноября 1804
- Карандино, Марк Григорьевич; подполковник; № 2340; 26 ноября 1811
- Караника, Спиридон Варфоломеевич; полковник; № 5375; 6 декабря 1836
- Карасовский, Александр Иванович; полковник; № 6232; 11 декабря 1840
- Карастелев, Иван; подполковник; № 692; 26 ноября 1789
- Карась, Франц Антонович; подполковник; 26 августа 1916
- Каратаев, Василий Иванович; подполковник; № 1575; 26 ноября 1804
- Караулов, Иван Алексеевич; лейтенант; № 3296; 26 ноября 1816
- Караулов, Николай Александрович; капитан; 31 января 1915
- Караулов, Пётр Алексеевич; капитан-лейтенант; № 3286; 26 ноября 1816
- Караулов, Пётр Иванович; капитан; № 8103; 26 ноября 1848
- Караулов, Пётр Николаевич; полковник; 11 марта 1915
- Карачан, Георгий Степанович; капитан; № 7328; 17 декабря 1844
- Карачаров, Валериан Иванович; корнет; № 2450 (1083); 9 ноября 1812
- Карачинский, Василий Яковлевич; секунд-майор; № 276 (229); 26 ноября 1775
- Карачинский, Николай Михеевич; подполковник; № 357; 26 ноября 1782
- Карачинский, Иван Васильевич; подполковник; № 3725; 26 ноября 1823
- Карачинский, Семён Сергеевич; лейтенант; № 1681; 5 февраля 1806
- Карачоне, Георгий; секунд-майор; № 952; 26 ноября 1792
- Караян, Николай Михайлович; полковник; № 7182; 17 декабря 1844
- Карватовский, Матвей Осипович; майор; № 6104; 3 декабря 1839
- Каргалетелли, Сергей Дмитриевич; капитан; 1 сентября 1917
- Карганов, Гавриил Иванович; подполковник; 1849 (в кавалерских списках не значится, но орден показан в послужном списке)
- Карганов, Иосиф Иванович; майор; № 7296; 17 декабря 1844 (по данным послужного списка — 25 января 1842 года)
- Карганов, Николай Тихонович; штабс-капитан; № 8827; 26 ноября 1851
- Каргашинский, Сергей Дмитриевич; поручик; 4 апреля 1917
- Кардашенко, Александр Николаевич; подполковник; 30 декабря 1915
- Кардомичи, Дмитрий Афанасьевич; подполковник; № 1370; 26 ноября 1802
- Карев, Фёдор Данилович; майор; № 7294; 17 декабря 1844
- Кареев, Василий Елисеевич; подполковник; № 4475; 18 декабря 1830
- Карепов, Николай Николаевич; генерал-лейтенант; 31 марта 1916
- Каретин, Алексей Никанорович; капитан; 1 июня 1915
- Каринковский, Сергей Георгиевич; прапорщик; 26 марта 1916
- Карицкий, Захар Яковлевич; майор; № 5071; 3 декабря 1834
- Карказ, Дмитрий Христофорович; капитан-лейтенант; № 3690; 13 февраля 1823
- Карказович, Мартын Куприянович; майор; № 6112; 3 декабря 1839
- Карканов, Осип Иванович; поручик; № 6676; 25 января 1842
- Каркач, Константин Данилович; майор; № 5054; 3 декабря 1834
- Карл-Август, наследный великий герцог Саксен-Веймарский; 7 декабря 1870
- Карл-Александр, великий герцог Саксен-Веймарский; 29 августа 1870
- Карл-Михаил-Вильгельм-Август-Александр Георгиевич, герцог Мекленбург-Стрелицкий; генерал-лейтенант; 30 января 1915
- Карл Альберт, принц Савойский и Кариньянский; № 3783; 19 февраля 1824
- Карл Теодор Максимилиан Август Баварский; генерал-майор баварской службы; № 2816; 29 января 1814
- Карлгоф, Иван Иванович; капитан; № 4504; 18 декабря 1830
- Карлгоф, Николай Иванович; подполковник; № 7813; 26 ноября 1847
- Карлевич, Лев Иванович; подполковник; № 6025; 3 декабря 1839
- Карлевич, Яков Иванович; штабс-капитан; № 4164; 21 августа 1828
- Карликов, Вячеслав Александрович; полковник; 24 апреля 1915
- Карлквист, Христиан Яковлевич; подполковник; № 3950; 26 ноября 1826
- Карлов, Иван Захарович; подпоручик; 30 июня 1917 (посмертно)
- Карлович, Антон Михайлович; подполковник; № 3736; 26 ноября 1823
- Карнаухов, Михаил Михайлович; генерал-майор; 1 марта 1916
- Карнеев, Александр Алексеевич; генерал-майор; 9 марта 1917
- Карнеев, Иван Степанович; полковник; № 3823; 12 декабря 1824
- Карнеев, Николай Михайлович; полковник; № 4809; 25 декабря 1833
- Карнилович, Степан Павлович; полковник; № 3499; 6 июня 1821
- Карницкий, Александр Станиславович; полковник; 30 декабря 1915
- Карнович, Лев Андреевич; подполковник; № 3664; 13 февраля 1823
- Карпеев, Алексей Александрович; прапорщик; 18 октября 1917
- Карпенко, Николай Андреевич; поручик; 3 февраля 1915
- Карпенко, Яков, Григорьевич; подполковник; № 7243; 17 декабря 1844
- Карпенко, Моисей Иванович; подполковник; № 2050 (921); 15 февраля 1809
- Карпинский, Осип Михайлович; капитан; № 6373; 11 декабря 1840
- Карпинский, Дмитрий Александрович; штабс-капитан; 24 сентября 1915
- Карпов, Аким Акимович; полковник; № 1854 (810); 26 ноября 1807
- Карпов, Аким Акимович; есаул; № 2527 (1160); 23 декабря 1812
- Карпов, Александр Иванович; майор; № 9830; 26 ноября 1855
- Карпов, Афанасий Акимович; полковник; № 8388; 26 ноября 1850
- Карпов, Василий Васильевич; поручик; 31 июля 1917
- Карпов, Георгий Матвеевич; подпоручик; 1 марта 1916
- Карпов, Даниил Васильевич; капитан-лейтенант; № 3760; 26 ноября 1823
- Карпов, Иван Екимович; секунд-майор; № 1048 (533); 28 июня 1794
- Карпов, Иван Иванович; капитан; 26 августа 1916
- Карпов, Иван Михайлович; генерал-майор; № 4759; 25 декабря 1833
- Карпов, Лев Яковлевич; капитан 1-го ранга; № 5405; 6 декабря 1836
- Карпов, Олег Сергеевич; поручик; 25 марта 1917 (посмертно)
- Карпов, Павел Александрович; штабс-капитан; 15 января 1917
- Карпов, Пётр Александрович; лейтенант; № 9540; 6 декабря 1854
- Карпов, Пётр Петрович; генерал-майор; 18 июля 1915
- Карпов, Семён Александрович; подполковник; № 9412; 26 ноября 1854
- Карпов, Семён Васильевич; поручик; 13 января 1916
- Карпов, Сергей Дмитриевич; полковник; 5 мая 1878
- Карпов, Степан Иванович; майор; № 2504 (1137); 23 декабря 1812
- Карпов, Яков Иванович; генерал-майор; № 1495; 15 декабря 1802
- Карпович, Аркадий Иванович; майор; № 8523; 26 ноября 1850
- Карпович, Болеслав Болеславович; штабс-капитан; 4 апреля 1917
- Карпович, Владимир Иосифович; полковник; 31 июля 1917
- Карпович, Николай Михайлович; полковник; 7 февраля 1917
- Карпович, Фёдор Ефимович; прапорщик; 23 сентября 1916 (посмертно)
- Карский, Тимофей Савельевич; полковник; № 3036; 26 ноября 1816
- Карсницкий, Георгий Люцианович; полковник; 21 января 1917
- Картавцов, Александр Афанасьевич; лейтенант; № 2377; 26 ноября 1811
- Картамышев, Иван Николаевич; подполковник; № 5570; 29 ноября 1837
- Карташёв, Пётр Евстафьевич (Евтихиевич); капитан-лейтенант; № 157 (136); 26 августа 1771
- Карташёв, Сергей Павлович; подпоручик; 10 сентября 1916
- Карташёв, Яков Тихонович; капитан-лейтенант; № 220; 26 ноября 1773
- Карташевский, Яков Владимирович; капитан; № 5324; 1 декабря 1835
- Карцев, Александр Харитонович; майор; № 4605; 16 декабря 1831
- Карцев, Виктор Андреевич; капитан 2-го ранга; 7 июля 1907
- Карцев, Евгений Петрович; генерал-майор; 15 августа 1916
- Карцев, Иван Петрович (меньшой); капитан 1-го ранга; № 2343; 26 ноября 1811
- Карцев, Павел Степанович; полковник; № 3327; 12 декабря 1817
- Карцев, Пётр Кондратьевич; капитан-лейтенант; № 388; 26 ноября 1783
- Карцов, Иван Петрович; капитан-лейтенант; № 1539; 26 ноября 1803
- Карчевский, Иван Станиславович; подполковник; № 4232; 25 декабря 1828
- Каршин, Степан Андреевич; есаул; № 2440 (1073); 21 сентября 1812
- Карштейн, Иван Иванович; премьер-майор; № 406; 26 ноября 1784
- Карьер, Эдуард Августович; майор; № 7053; 4 декабря 1843
- Карягин, Иван Петрович; капитан-лейтенант; № 1688; 5 февраля 1806
- Карягин, Никита Иванович; капитан; № 4608; 16 декабря 1831
- Карягин, Павел Михайлович; полковник; № 1544 (642); 24 февраля 1804
- Карякин, Александр Егорович; капитан; № 5876; 1 декабря 1838
- Карякин, Иван Васильевич; майор; № 7279; 17 декабря 1844
- Карякин, Михаил Иванович[7]; майор; № 5485; 6 декабря 1836
- Карякин, Никита Никонович (Никитич); капитан; № 7319; 17 декабря 1844
- Касавчич, Василий Николаевич; подполковник; № 968; 26 ноября 1792
- Касаикин, Николай Алексеевич; штабс-капитан; 29 апреля 1917
- Касанчин, Павел Мартьянович; майор; № 9449; 26 ноября 1854
- Касаткин, Фёдор Никитич; секунд-майор; № 578; 26 ноября 1788
- Касиков, Андрей Игнатьевич; капитан 1-го ранга; № 1811 (797); 9 сентября 1807
- Касовский, Александр Андреевич; подполковник; № 6778; 3 декабря 1842
- Каспаров, Василий; подполковник; № 457; 26 ноября 1786
- Касперов, Константин Николаевич; подполковник; № 3657; 13 февраля 1823
- Касперский, Иван Фёдорович; генерал-майор; № 1689 (675); 24 февраля 1806
- Кассюра, Георгий Михайлович; ротмистр; 25 ноября 1916 (посмертно)
- Кастагаров (Кастагоров), Иосиф; подполковник; № 212 (179); 27 июля 1773
- Кастинич, Александр Михайлович; капитан-лейтенант; № 3290; 26 ноября 1816
- Касторф, Иван Иванович; капитан; № 7699; 1 января 1847
- Касторф, Пётр Иванович; капитан 1-го ранга; № 7590; 1 января 1847
- Кастриот, Григорий Васильевич; полковник; № 3104; 26 ноября 1816
- Каструси, Дмитрий Евстафьевич; майор; № 9188; 26 ноября 1853
- Кастюрин, Михаил Капитонович; поручик; 3 февраля 1915
- Касьянов, Никифор Фёдорович; подполковник; 10 июня 1916
- Касюра, Яков Степанович; подполковник; № 7437; 12 января 1846
- Касякин, Ефим Лукич; есаул; № 6661; 5 декабря 1841
- Катаев, Константин Васильевич; полковник; 29 сентября 1916
- Катанаев, Аполлос Всеволодович; полковник; 11 сентября 1919
- Катани, Михаил Иванович; майор; № 8088; 26 ноября 1848
- Катаржи, Григорий Ильич; капитан; № 2873; 13 марта 1814
- Катаржи, Павел Ильич; полковник; № 4943; 3 декабря 1834
- Катасанов, Григорий; подполковник; № 4093; 26 ноября 1827
- Катасанов, Никанор Осипович; майор; № 4385; 19 декабря 1829
- Катенин, Александр Андреевич; генерал-майор; № 7380; 12 января 1846
- Катибо, Анатолий Кузьмич; поручик; 26 августа 1916
- Катлубай, Эдуард-Орест Густавович; полковник; 17 апреля 1915
- Катурин, Павел Алексеевич; подполковник; 7 июля 1907
- Катхе, Макс-Вильгельм-Иоганес Арведович, поручик; 28 июля 1907
- Катцелер, Фридрих фон; полковник (генерал-майор) прусской службы; № 2744; 13 ноября 1813
- Катышев, Иван Михайлович; штабс-капитан; 8 июля 1915
- Каульбарс, Василий Романович; генерал-майор; № 7737; 26 ноября 1847
- Каульбарс, Карл Иванович фон; бригадир; № 279 (232); 26 ноября 1775
- Каульбарс, Карл Романович; полковник; № 7164; 17 декабря 1844
- Каупинь, Андрей-Александр Ансович; штабс-капитан; 25 ноября 1916
- Кауфман, Алексей Михайлович фон; полковник; 28 июля 1907
- Кауфман, Константин Петрович фон; капитан; № 8132; 11 декабря 1848
- Кауфман, Михаил Петрович фон; подполковник; № 9882; 14 декабря 1855
- Кауфман, Михаил Петрович фон; поручик; 20 мая 1916
- Кауфман, Пётр Фёдорович фон; подполковник; № 3663; 13 февраля 1823
- Кафтырев, Дмитрий Александрович; поручик; № (768); 26 апреля 1807 (в 1808 г. был разжалован в рядовые и лишён орденов)
- Кафтырев, Иван; майор; № 120 (99); 12 мая 1771
- Кафтырев, Николай Яковлевич; подполковник; № 6500; 5 декабря 1841
- Кафтырев, Яков Васильевич; подполковник; № 2113; 26 ноября 1809
- Каханов, Семён Васильевич; полковник; 31 июля 1877
- Каховский, Александр Михайлович; секунд-майор; № 626 (310); 14 апреля 1789
- Каховский, Борис Всеволодович; полковник; 19 сентября 1907
- Каховский, Иван Григорьевич; премьер-майор; № 914 (488); 31 марта 1792
- Каховский, Михаил Иванович; полковник; № 2668; 15 сентября 1813
- Кацьер, Василий; капитан; № 9870; 26 ноября 1855
- Качалов, Леонтий Ильич; капитан-лейтенант; № 1131; 26 ноября 1794
- Качалов, Михаил Иларионович; подполковник; № 5761; 1 декабря 1838
- Качалов, Пётр Фёдорович; лейтенант; № 2166; 26 ноября 1809
- Качалов, Степан Романович; капитан 1-го ранга; № 3247; 26 ноября 1816
- Каченовский, Иван Афанасьевич; подполковник; 29 октября 1917
- Качеровский, Мартиниан Венедиктович; подпоручик; 17 июля 1917
- Качин, Павел Иванович; капитан; № 8 декабря 1906
- Качин, Фёдор Иванович; подполковник; 25 ноября 1916
- Качинский, Болеслав Фердинандович; полковник; 20 октября 1916 (в списке Шабанова ошибочно значится как Кучинский)
- Качиони, Ламбро Дмитриевич; полковник; № 755 (402); 8 сентября 1790
- Качиони, Ликург Ламбрович; полковник; № 8650; 26 ноября 1851
- Качурин, Александр Фёдорович; подполковник; 13 января 1915 (посмертно)
- Кашевской, Никита Петрович; подполковник; № 5809; 1 декабря 1838
- Кашерининов, Гавриил Алексеевич; капитан 1-го ранга; № 4990; 3 декабря 1834
- Кашинцов, Николай Петрович; секунд-майор; № 1219; 26 ноября 1795
- Каширинов, Никанор Фёдорович; полковник; № 3105; 26 ноября 1816
- Кашперов, Василий Яковлевич; подполковник; № 6271; 11 декабря 1840
- Кашпирев, Михаил Прохорович; лейтенант; № 2375; 26 ноября 1811
- Кашталинский, Николай Александрович; генерал-лейтенант; 1 ноября 1905
- Кашталинский, Фёдор Степанович; подполковник; № 924 (498); 28 июня 1792
- Кашубский, Виктор Михайлович; иерей; 10 ноября 1916
- Кашутин, Василий Алексеевич; подполковник; № 4246; 1 января 1829
- Кащеев, Александр Алексеевич; майор; № 3675; 13 февраля 1823

## Кв — Кг
- Константин фон Квадт и Хюхтенбрук[нем.]; майор прусской службы; № 2941; 19 июля 1814
- Квалиев, Дмитрий Тариелович; штабс-капитан; 31 июля 1877
- Квасников, Александр Васильевич; прапорщик; 1 сентября 1917
- Квасников, Сергей Кузьмич; поручик; 5 ноября 1916 (посмертно)
- Квашнин-Самарин, Александр Петрович; полковник; № 896 (470); 18 марта 1792
- Квашнин-Самарин, Иван Никитич; капитан-лейтенант; № 6382; 11 декабря 1840
- Квашнин-Самарин, Степан Никитич; капитан-лейтенант; № 7121; 4 декабря 1843
- Квецинский, Михаил Фёдорович; генерал-лейтенант; 15 апреля 1915
- Квинитадзе, Георгий Иванович; полковник; 27 сентября 1917
- Квинитадзе, Иван Семёнович; подполковник; 3 сентября 1873
- Квитницкий, Аким Фёдорович; майор; № 3361; 12 декабря 1817
- Квитницкий, Ксенофонт Фёдорович; полковник; № 2860; 13 марта 1814
- Квитницкий, Леонид Ксенофонтович; генерал-майор; 30 ноября 1877
- Квицинский, Онуфрий Александрович; полковник; № 4565; 16 декабря 1831
- Квятковский, Адам Андреевич; майор; № 6820; 3 декабря 1842
- Квятковский, Доминик Фелицианович; майор; № 6602; 5 декабря 1841
- Квятковский, Николай Ильич; поручик; 12 апреля 1878
- Квятковский, Сергей Титович; полковник; 27 января 1917
- Квятковский, Фома Иосифович; капитан; № 6145; 3 декабря 1839
- Кгаевский, Василий Фёдорович; капитан; № 7330; 17 декабря 1844

## Ке
- Кедлец (Кадлец), Эдуард; полковник; 3 декабря 1918
- Кедрин, Александр Николаевич; поручик; 8 сентября 1905
- Кейзер, Фёдор; инженер-поручик; № 678 (363); 26 ноября 1789
- Кейсерукский, Али-Гуссейн-оглы; штабс-капитан; № 10219; 19 августа 1863
- Кейслер, Христофор; подполковник; № 303; 26 ноября 1778
- Кекуатов, Андрей Иванович; премьер-майор; № 461; 26 ноября 1786
- Келлер; майор прусской службы; № 3313; 25 января 1817
- Келлер, Александр Карлович; подполковник; № 3457; 26 ноября 1819
- Келлер, Александр Фёдорович; ротмистр; 17 октября 1915
- Келлер, Василий Иванович; майор; № 8267; 26 ноября 1849
- Келлер, Фёдор Артурович; генерал-майор; 27 сентября 1914
- Келлер, Фёдор Фёдорович; штабс-ротмистр; № 2542 (1175); 3 января 1813
- Келлер, Фёдор Эдуардович; подполковник; 31 января 1878
- Келчевский, Анатолий Киприанович; полковник; 1 сентября 1915
- Кельнер, Александр Александрович; полковник; 21 августа 1879
- Кельнер, Викентий Егорович; штабс-капитан; № 7358; 17 декабря 1844
- Кельнер, Константин Александрович; полковник; 18 ноября 1916
- Кельнер, Отто-Годфрид; секунд-майор; № 341; 26 ноября 1781
- Кельнин, Эдуард; подпоручик; 28 сентября 1905
- Кельтау, Николай Вильгельмович; подпоручик; 1 апреля 1917 (посмертно)
- Кельх, Карл; подполковник; № 858; 26 ноября 1791
- Кельхен, Григорий (Георгий) Назарович; инженер-майор; № 458; 26 ноября 1786
- Кельц, Фридрих Христианович; подполковник; № 8959; 1 февраля 1852
- Кельчевский, Пётр Павлович; полковник; № 7193; 17 декабря 1844
- Кемецкий, Дмитрий Иванович; полковник; № 7780; 26 ноября 1847
- Кемецкий, Фёдор Иванович; капитан-лейтенант; № 9301; 24 апреля 1854
- Кемпель, Густав Велисович; поручик; 18 сентября 1915
- Кемпен, Карл Карлович; полковник; № 4977; 3 декабря 1834
- Кемферт, Павел Иванович; подполковник; № 8447; 26 ноября 1850
- Кендзерский, Анатолий Юлианович; капитан; 23 мая 1916
- Кениг, Адольф Иванович; подполковник; № 3667; 13 февраля 1823
- Кениг, Владимир Адольфович; полковник; № 8369; 26 ноября 1850
- Кениг, Рейгольт Иванович; подполковник; № 3465; 26 ноября 1819
- Кенский, Давид Степанович; полковник; № 5170; 1 декабря 1835
- Кенский, Захар Иванович; подполковник; № 5411; 6 декабря 1836
- Кенстович, Иван Михайлович; капитан; № 9850; 26 ноября 1855
- Кеппен, Александр Иванович; капитан; № 7522; 12 января 1846
- Кёрбер, Юлиус фон; полковник прусской службы; 10 февраля 1872
- Керзум, Карл Петрович; прапорщик; 17 апреля 1916
- Керман, Георгий Иванович; подполковник; 27 января 1917 (посмертно)
- Керн, Ермолай Фёдорович; генерал-майор; № 2883; 18 марта 1814
- Керн, Фёдор Сергеевич; капитан-лейтенант; № 8836; 26 ноября 1851
- Керн, Фёдор Фёдорович; капитан; № 1159 (589); 1 января 1795
- Керпа, Пётр; полковник; № 1452; 26 ноября 1802
- Керстич, Александр Иванович; майор; № 7851; 26 ноября 1847
- Керстич, Андрей Андреевич; подполковник; № 5986; 3 декабря 1839
- Кеслер, Александр Христофорович; подполковник; № 3660; 13 февраля 1823
- Кеслин, Пётр Петрович; подполковник; № 5423; 6 декабря 1836
- Кесслер, Эдуард Фёдорович; капитан; № 7135; 28 октября 1844
- Кессель, Бернгард фон; генерал-лейтенант прусской службы; 6 февраля 1871
- Кетлер, Вильгельм Карлович; генерал-майор; № 2309; 26 ноября 1811

## Ки
- Киандер, Карл Карлович; подполковник; № 6999; 4 декабря 1843
- Кибальчич, Василий Дионисьевич; штабс-капитан; 3 февраля 1916 (посмертно)
- Кибиров, Павел Алексеевич; есаул; 26 августа 1916
- Кидерман, Альфред Иванович; прапорщик; 31 октября 1917
- Киеза, Франц; генерал-майор; № 2738; 4 ноября 1813
- Кизирицкий, Эдмунд Антонович; полковник; № 7187; 17 декабря 1844
- Кизмер, Иван Иванович; генерал-майор; № 4420; 18 декабря 1830
- Кикачейшвили, Давид; подпоручик; 5 мая 1915
- Кикенап, Егор Егорович; подполковник; № 4367; 19 декабря 1829
- Кикнадзе, Евгений Иванович; капитан; 19 апреля 1917
- Киктань, Антоний Антонович; поручик; 11 марта 1915
- Килбер, Егор Андреевич; подполковник; № 4227; 25 декабря 1828
- Киленин, Владимир Николаевич; капитан; 29 октября 1917
- Киленин, Григорий Дмитриевич; капитан 2-го ранга; № 440; 26 ноября 1785
- Киленин, Николай Иванович; лейтенант; № 310; 26 ноября 1779
- Киль, Александр Иванович; полковник; № 7969; 26 ноября 1848
- Киль, Густав Иванович; полковник; № 6741; 3 декабря 1842
- Киль, Лев Иванович; генерал-майор; № 7139; 17 декабря 1844
- Кильдиаров, Егор Герасимович; поручик; № 2909; 18 марта 1814
- Кильдиаров, Михаил; полковник; № 5402; 6 декабря 1836
- Кильк, Август Михайлович; подполковник; 3 апреля 1917
- Кильхен, Александр Яковлевич; майор; № 6818; 3 декабря 1842
- Кильхен, Пётр Алексеевич; подполковник; № 7460; 12 января 1846
- Кильхен, Христиан; секунд-майор; № 340; 26 ноября 1781
- Кинлог, Александр; премьер-майор; № 17 (17); 27 июля 1770
- Кинович, Павел Петрович; полковник; № 7967; 26 ноября 1848
- Кинсберген, Ян Хендрик ван (Кенигсберген, Иван); капитан 2-го ранга; № 215 (182); 30 июля 1773
- Кинсон, Виктор Осипович; полковник; № 1736 (722); 1 февраля 1807
- Кипрушев, Иван Фёдорович; поручик; 25 сентября 1917
- Киприянов, Александр Иванович; генерал-майор; № 5360; 6 декабря 1836
- Кира-Динжан, Андрей Дмитриевич; капитан 2-го ранга; 17 ноября 1919
- Киреев, Андрей Карпович; полковник; № 1043 (528); 12 мая 1794
- Киреев, Всеволод Романович; полковник; 15 июля 1909
- Киреев, Гавриил Фёдорович; капитан 3-го ранга; № 2142; 26 ноября 1809
- Киреев, Михаил Егорович; есаул; № 2708; 7 октября 1813
- Киреевский, Алексей Алексеевич; капитан-лейтенант; № 4011; 26 ноября 1826
- Киреенко, Осип Васильевич; майор; № 6848; 3 декабря 1842
- Кирей, Василий Фадеевич; генерал-майор; 31 июля 1917
- Кириенко, Иван Касьянович; полковник; 23 января 1917
- Кирика, Иван Сидорович; майор; № 5264; 1 декабря 1835
- Кириков, Иннокентий Ильич; генерал-майор; 7 июля 1907
- Кириленко, Александр Андреевич; капитан; 24 октября 1904
- Кириллов, Вячеслав Евгеньевич; подполковник; 10 июня 1916
- Кириллов, Иван; майор; № 7298; 17 декабря 1844
- Кириллов, Иван Миныч; подполковник; № 2021; 26 ноября 1808
- Кириллов, Михаил Козьмич; подполковник; № 5026; 3 декабря 1834
- Кириллов, Семён Иванович; подполковник; № 1860; 26 ноября 1807
- Кириллов, Сергей Федулович; майор; № 1640 (670); 12 января 1806
- Кирилов, Андрей Федосьевич; штабс-капитан; № 8826; 26 ноября 1851
- Кириченко, Федот Иванович; поручик; 11 января 1917
- Киркин, Владимир Михайлович; поручик; 30 декабря 1915
- Кирпичёв, Иван Иванович; подполковник; № 2564; 26 марта 1813
- Кирпичёв, Лев Нилович; полковник (?); 13 января 1915
- Кирсанов; подполковник; № 2416 (1049); 2 июля 1812
- Кирсанов, Никита Иванович; майор; № 9452; 26 ноября 1854
- Кирсанов, Роман Андреевич; капитан; 7 января 1916
- Кирсанов, Степан Лаврович; капитан; № 9013; 1 февраля 1852
- Кирсанов, Хрисанф Павлович; полковник; № 2560 (1194); 26 марта 1813
- Кирста, Константин Фёдорович; прапорщик; 1 марта 1916
- Кирьяков, Василий Яковлевич; полковник; № 4620; 25 декабря 1831
- Кирьянов, Александр Александрович; войсковой старшина; 20 мая 1915
- Киселёв, Дмитрий Михайлович; войсковой старшина; № 2063 (934); 17 февраля 1809
- Киселёв, Евгений Николаевич; подпоручик; 26 августа 1916 (посмертно)
- Киселёв, Ефим Леонтьевич; прапорщик; 25 июня 1916
- Киселёв, Зиновий Онуфриевич; капитан; 13 октября 1916
- Киселёв, Иван Павлович[8]; капитан 3-го ранга; № 4498; 18 декабря 1830
- Киселёв, Леонид Петрович; генерал-майор; 21 июня 1915
- Киселёв, Михаил Иванович; подпоручик; 22 августа 1917 (посмертно)
- Киселёв, Михаил Яковлевич; капитан; № 6654; 5 декабря 1841
- Киселёв, Николай Александрович; поручик; 31 июля 1917
- Киселёв, Павел Дмитриевич; генерал-лейтенант; № 4411; 18 декабря 1830
- Киселёв, Сергей Петрович; капитан; 2 июня 1915
- Киселёв, Фёдор Иванович; полковник; № 592 (276); 14 апреля 1789
- Киселевский, Александр Иванович; подполковник; № 6547; 5 декабря 1841
- Киселевский, Григорий Демьянович; ротмистр; № 3017; 9 августа 1815
- Киселевский, Николай Михайлович; генерал-майор; 18 июля 1915
- Кислаковский, Иван Михайлович; подполковник; № 8953; 1 февраля 1852
- Кислинский, Михаил Иванович; капитан 2-го ранга; № 8434; 26 ноября 1850
- Кислинский, Пётр Иванович; капитан-лейтенант; № 6900; 3 декабря 1842
- Кислицкий, Леонид Павлович; войсковой старшина; 14 апреля 1917
- Кислицын, Владимир Александрович; полковник; 31 июля 1917
- Кислович, Михаил Степанович; секунд-майор; № 1277; 26 ноября 1795
- Кисловский, Дмитрий Андреевич; генерал-майор; № 4057; 26 ноября 1827
- Кисловский, Лев Дмитриевич; капитан; № 8150; 1 сентября 1849
- Кислый, Порфирий Григорьевич; полковник; 13 октября 1916
- Киснемский, Гавриил Петрович; подпоручик; 8 октября 1877
- Кистер, Георгий Александрович; подпоручик; 30 декабря 1915
- Китаев, Егор Степанович; лейтенант; № 6674; 5 декабря 1841
- Китаев, Иван Иванович[9]; подполковник; № 1366; 26 ноября 1802
- Китаев, Семён Данилович; подполковник; № 8261; 26 ноября 1849
- Китаев, Степан Михайлович; капитан-лейтенант; 26 ноября 1809 (Награждён за 18 морских кампаний. В 1827 году в чине капитана 1-го ранга разжалован в матросы и лишён орденов)
- Китаев, Фёдор Дмитриевич; майор; № 2404 (1037); 10 марта 1812
- Китицын, Михаил Александрович; старший лейтенант; 1 октября 1916
- Китицын, Трофим Семёнович; майор; № 7890; 26 ноября 1847
- Киткевич, Степан Павлович; майор; № 5051; 3 декабря 1834
- Киткин, Василий Михайлович; полковник; № 5546; 29 ноября 1837
- Киткин, Николай Алексеевич; полковник; 13 марта 1915 (посмертно)
- Китченко, Михаил Дмитриевич; генерал-майор; 27 ноября 1915
- Кич, Николай Юрьевич; подполковник; № 7838; 26 ноября 1847
- Кич, Пётр Егорович; капитан; № 5882; 1 декабря 1838
- Кишенский, Фёдор Иванович; полковник; № 555; 26 ноября 1788
- Кишинский, Лаврентий Семёнович; подполковник; № 6022; 3 декабря 1839
- Кишинский, Николай Семёнович; генерал-майор; № 9553; 28 декабря 1854
- Кишкин, Александр Михайлович; капитан 2-го ранга; № 8670; 26 ноября 1851
- Кишкин, Андрей Матвеевич; майор; № 2428 (1061); 4 сентября 1812
- Кишкин, Михаил Михайлович; капитан-лейтенант; № 3680; 13 февраля 1823
- Киях-Кияховский, Александр Васильевич; штабс-капитан; 18 ноября 1917

## Кл
- Клаван, Арвид Фридрихович; штабс-капитан; 29 октября 1917
- Клавер, Иван; подполковник; № 1484; 15 декабря 1802
- Клавер, Карл Фёдорович; полковник; № 9703; 26 ноября 1855
- Кладищев, Пётр Алексеевич; генерал-майор; № 3888; 26 ноября 1826[10]
- Кладухин, Пётр Иванович; подполковник; № 5007; 3 декабря 1834
- Клайгальс, Абрам Николаевич; полковник; № 3811; 12 декабря 1824
- Клайгильс (Клейгельс), Самуил Карлович; подполковник; № 8487; 26 ноября 1850
- Клаузевиц, Карл; полковник прусской службы; № 3304; 23 января 1817
- Вильгельм Бенедикт фон Клаузевиц[нем.]; майор прусской службы; № 3308; 25 января 1817
- Классов, Иван Денисьевич; подполковник; № 4597; 16 декабря 1831
- Клебек, Егор Ермолаевич; полковник; № 2011; 26 ноября 1808
- Клебек, Иван Семёнович; капитан; № 9004; 1 февраля 1852
- Клевезаль, Николай Ефимович; полковник; № 6460; 5 декабря 1841
- Клевецкий, Захар Григорьевич; подполковник; № 5239; 1 декабря 1835
- Клейменов, Степан Терентьевич; поручик; 26 августа 1916
- Клейнмихель, Андрей Андреевич; генерал-майор; № 1555; 26 ноября 1804
- Клейнмихель, Владимир Петрович; генерал-майор; 30 марта 1879
- Клейнмихель, Пётр Андреевич; генерал-лейтенант; № 4412; 18 декабря 1830
- Клейст; майор прусской службы; № 3018; 28 августа 1815
- Клейст, Антон; подполковник; № 1667; 5 февраля 1806
- Клейст, Евгений Иванович фон; подполковник; № 9158; 26 ноября 1853
- Клейст, Ефим Антонович; подполковник; № 6520; 5 декабря 1841
- Клейст, Фёдор фон; полковник; № 287; 26 ноября 1775
- Клекль, Александр Александрович; корнет; 31 декабря 1916 (посмертно)
- Клембовский, Владислав Наполеонович; генерал-лейтенант; 4 ноября 1914
- Клеменц, Лев Христофорович; генерал-майор; № 9645; 26 ноября 1855
- Клеменц, Христофор Фёдорович; полковник; № 3562; 16 декабря 1821
- Клементьев, Константин Прокофьевич; штабс-капитан; № 10090; 26 ноября 1857
- Клементьев, Павел Иванович; капитан; № 8117; 26 ноября 1848
- Клеммер, Леонтий Иванович; полковник; № 3802; 12 декабря 1824
- Клемп; подпоручик прусской службы; № 3317; 25 января 1817
- Кленевский, Валентин Петрович; поручик; 17 октября 1915
- Кленовский, Осип Матвеевич; полковник; № 3452; 26 ноября 1819
- Клепачевский, Николай Григорьевич; подпоручик; 13 октября 1916 (посмертно)
- Клесов, Юлиан Пантелеймонович; полковник; 26 августа 1916
- Клетнов, Степан Афанасьевич; подполковник; № 4476; 18 декабря 1830
- Клецкин, Никита Антонович; подпоручик; 31 декабря 1916
- Клечковский, Дионисий Раймундович; подполковник; № 9728; 26 ноября 1855
- Клещевников, Александр Фёдорович; подпоручик; 4 марта 1917 (посмертно)
- Клещенков, Иван Яковлевич; штабс-капитан; 5 мая 1917
- Кликен, Карл Фёдорович; майор; № 2349; 26 ноября 1811
- Климан, Людвиг Карлович фон; подполковник; № 7447; 12 января 1846
- Климантов, Тимофей; капитан; № 8122; 26 ноября 1848
- Климен, Михаил Михайлович; штабс-капитан; 15 марта 1917
- Клименко, Василий Петрович; прапорщик; 21 октября 1916 (посмертно)
- Клименко, Виктор Иванович; капитан; 30 января 1915
- Клименко, Константин Васильевич; подполковник; № 7622; 1 января 1847
- Клименко, Михаил Иванович; подпоручик; 31 июля 1917 (посмертно)
- Клименко, Михаил Никитич; капитан; № 2194 (981); 22 сентября 1810
- Клименко, Николай Аполлонович; штабс-капитан; 17 октября 1915
- Клименко, Семён Герасимович; подполковник; № 8237; 26 ноября 1849
- Климов, Авдей Михайлович; штабс-капитан; 20 января 1814[11]
- Климов, Борис Никифорович; подполковник; № 3199; 26 ноября 1816
- Климов, Владимир Викторович; подъесаул; 9 сентября 1915
- Климов, Иван Климович; штабс-капитан; № 9022; 1 февраля 1852
- Климов, Илья Николаевич; прапорщик; 16 декабря 1877
- Климов, Константин Платонович; подпоручик; 9 сентября 1915 (посмертно)
- Климов, Степан Ермолаевич; штабс-капитан; № 10017; 26 ноября 1856
- Климов, Фёдор Никифорович; подполковник; № 7231; 17 декабря 1844
- Климович, Сергей Антонович; поручик; 12 октября 1917
- Климовский, Лев Васильевич; полковник; № 2859; 13 марта 1814
- Климовский, Николай Васильевич; премьер-майор; № 1252; 26 ноября 1795
- Клинген, Пётр Густавович; капитан; № 10006; 26 ноября 1856
- Клингенберг, Евстафий Христофорович; майор; 2641; 17 августа 1813
- Клингенберг, Карл Фёдорович; полковник; № 3070; 26 ноября 1816
- Клингер, Фёдор Иванович; генерал-майор; № 1646; 5 февраля 1806
- Клинсон, Рудольф Михайлович; поручик; 8 июля 1915
- Клиопа, Георгий Яковлевич; штабс-капитан; 27 января 1917
- Кличка, Франц Николаевич; подполковник; № 28 (28); 22 сентября 1770
- Клот, Густав-Рейнгольд Густавович; полковник; № 4081; 26 ноября 1827
- Клодель, Николай; подполковник; № 1211; 26 ноября 1795
- Клодт фон Юргенсбург, Адольф Фёдорович; полковник; № 1920 (826); 5 февраля 1808
- Клодт, Андрей Родионович; полковник; № 4332; 19 декабря 1829
- Клодт-фон-Юргенсбург, Борис Фёдорович; генерал-майор; № 3029; 26 ноября 1816
- Клодт-фон-Юргенсбург, Карл Густавович; полковник; № 8617; 26 ноября 1851
- Клодт-фон-Юргенсбург, Карл Фёдорович; полковник; № 2096; 26 ноября 1809
- Клокачёв, Александр Петрович; подполковник; № 4356; 19 декабря 1829
- Клокачёв, Алексей Федотович; капитан 1-го ранга; № 1410; 26 ноября 1802
- Клокачёв, Корнилий Петрович; полковник; № 7562; 1 января 1847
- Клокачёв, Федот Алексеевич; капитан 1-го ранга; № 128 (107); 9 июля 1771
- Клоков, Алексей Константинович; подпоручик; 31 мая 1915 (посмертно)
- Клоновский, Владислав Игнатьевич; прапорщик; 17 октября 1915
- Клосовский, Александр Северинович; капитан; 3 февраля 1915
- Клочков, Владимир Михайлович; сотник; 9 сентября 1915
- Клуге, Владимир Иванович; штабс-капитан; 4 февраля 1917 (посмертно)
- Клуге, Константин Иванович; штабс-капитан; 3 ноября 1916
- Клуген, Иван Иванович фон; премьер-майор; № 985; 26 ноября 1792
- Клуген, Александр Астафьевич; подполковник; № 5003; 3 декабря 1834
- Клуген, Иван Максимович; подполковник; № 4089; 26 ноября 1827
- Клуген, Павел Евстафьевич; полковник; № 4696; 21 декабря 1832
- Клюев, Александр Васильевич; прапорщик; 23 января 1919
- Клюки-фон-Клугенау, Франц Карлович; майор; № 4035; 27 января 1827
- Клюпфель, Владислав Филиппович; генерал-майор; № 5518; 29 ноября 1837
- Ключарёв, Александр Игнатьевич; подполковник; № 3840; 12 декабря 1824
- Ключарёв, Георгий Евгеньевич; поручик; 25 сентября 1917 (посмертно)
- Ключарёв, Дмитрий Игнатьевич; подполковник; № 4862; 25 декабря 1833
- Ключаревский, Даниил; подполковник; № 976; 26 ноября 1792
- Ключников, Александр Андреевич; капитан-лейтенант; № 7090; 4 декабря 1843

## Кн
- Кнаппе, Иван Фёдорович; полковник; № 2851; 13 марта 1814
- Книпер, Вилим Карлович; майор; № 1714 (700); 8 января 1807
- Книпер, Павел Иванович; подполковник; № 9116; 26 ноября 1853
- Книпер, Павел Карлович; полковник; № 1959 (866); 20 мая 1808
- Книпер, Фёдор Евстафьевич; полковник; № 2187 (974); 27 июля 1810
- Книрим, Александр Иванович; подполковник; № 7435; 12 января 1846
- Кнобель; капитан; № 2698; 6 октября 1813
- Кнобель, Вилим Христианович; майор; № 1239; 26 ноября 1795
- Кнорринг, Александр Фёдорович; ротмистр; № 6629; 5 декабря 1841
- Кнорринг, Богдан Фёдорович; премьер-майор; № 102 (81); 8 марта 1771
- Кнорринг, Владимир; подполковник; № 3503; 6 июня 1821
- Кнорринг, Владимир Иванович; полковник; № 7169; 17 декабря 1844
- Кнорринг, Владимир Карлович; ротмистр; № 2431 (1064); 4 сентября 1812
- Кнорринг, Густав Иванович (Фёдорович?) фон; инженер-генерал-майор; № 765; 26 ноября 1790
- Кнорринг, Егор Андреевич фон; майор; № 10136; 26 ноября 1858
- Кнорринг, Иван Евстафьевич; полковник; № 378; 26 ноября 1783
- Кнорринг, Иван Фёдорович; полковник; № 7426; 12 января 1846
- Кнорринг, Карл Богданович фон; подполковник; № 1711 (697); 8 января 1807
- Кнорринг, Карл Фёдорович; полковник; № 598 (282); 14 апреля 1789
- Кнорринг, Николай Иванович; полковник; № 9705; 26 ноября 1855
- Кнорринг, Отто Фёдорович; премьер-майор; № 1070 (554); 26 октября 1794
- Кнорринг, Роман Иванович; генерал-майор; № 7382; 12 января 1846
- Кнорринг, Эдуард Иванович; генерал-майор; № 8600; 26 ноября 1851
- Кныш, Андрей Михайлович; штабс-капитан; 20 ноября 1915
- Кнышев, Александр Андреевич; полковник; № 8410; 26 ноября 1850
- Кнышев, Корнилий; подполковник; № 1213; 26 ноября 1795
- Княжевич, Дмитрий Максимович; полковник; 11 ноября 1914
- Княжнин, Александр Яковлевич; подполковник; № 1966 (874); 20 мая 1808
- Княжнин, Борис Яковлевич; майор; № 1977 (885); 20 мая 1808
- Княжнин, Евфим Яковлевич; полковник; № 6447; 5 декабря 1841
- Князев, Александр Мартынович; поручик; 24 апреля 1915 (посмертно)
- Князев, Иван Иванович; генерал-майор; № 1090; 26 ноября 1794
- Князев, Лев Львович; капитан 1-го ранга; № 7741; 26 ноября 1847
- Князев, Михаил Иванович; полковник; № 9384; 26 ноября 1854
- Князев, Михаил Михайлович; штабс-капитан; 1 сентября 1915

## Ко
- Кобан, Валентин Иванович; поручик; 18 сентября 1917
- Кобелев, Павел Денисович; полковник; № 5135; 1 декабря 1835
- Кобельков, Иван Фёдорович; капитан; № 9470; 26 ноября 1854
- Кобеляцкий, Василий Георгиевич; штабс-капитан; 22 декабря 1915
- Кобеляцкий, Иларион; полковник; № 1323; 26 ноября 1802
- Кобец, Иван Дорофеевич; подполковник; 28 августа 1917 (посмертно)
- Кобешавидзе, Георгий Павлович; штабс-капитан; 26 августа 1916
- Кобиев, Захарий Семёнович; ротмистр; 10 апреля 1906
- Кобиев, Николай Георгиевич; поручик; 11 апреля 1917 (посмертно)
- Кобле, Фома Александрович; секунд-майор; № 918 (492); 31 марта 1792
- Кобордо, Фабиан Карлович; полковник; 7 июля 1917
- Кобрин (Кожин), Иван Иванович; подполковник; № 1637 (667); 12 января 1806
- Кобро, Андрей Николаевич; подполковник; № 9150; 26 ноября 1853
- Кобызев, Павел Петрович; подпоручик; 9 марта 1917
- Кобылецкий, Даниил Екимович; полковник; № 3801; 12 декабря 1824
- Кобылинский, Иван Севастьянович; подполковник; № 8449; 26 ноября 1850
- Кобылка, Георгий Петрович; штабс-капитан; 25 июня 1916
- Кобяков, Егор Андреевич; полковник; № 6944; 4 декабря 1843
- Кобяков, Фёдор Николаевич; подполковник; № 4856; 25 декабря 1833
- Ковако, Николай Козьмич; лейтенант; № 754 (401); 8 сентября 1790
- Ковалёв, Александр Антонович; подполковник; 20 мая 1915 (посмертно)
- Ковалёв, Егор Сергеевич; полковник; № 8376; 26 ноября 1850
- Ковалёв, Никанор Степанович; штабс-капитан; 26 августа 1916
- Ковалёв, Степан Ермолаевич; подполковник; № 3513; 6 июня 1821
- Ковалёв, Фёдор Алексеевич; подполковник; № 7616; 1 января 1847
- Ковалевский, Александр Николаевич; штабс-капитан; 4 марта 1917
- Ковалевский, Александр Семёнович; полковник; № 9076; 26 ноября 1853
- Ковалевский, Борис; прапорщик; 12 января 1917 (посмертно)
- Ковалевский, Викентий Лаврентьевич; майор; № 7066; 4 декабря 1843
- Ковалевский, Владислав Викентьевич; подпоручик; 25 мая 1917 (посмертно)
- Ковалевский, Вячеслав Степанович; подполковник; 25 сентября 1917 (посмертно)
- Ковалевский, Иван Исидорович; полковник; 11 декабря 1915 (посмертно)
- Ковалевский, Иван Осипович; полковник; № 5695; 1 декабря 1838
- Ковалевский, Максим Иванович; секунд-майор; № 516; 26 ноября 1787
- Ковалевский, Михаил Константинович; подполковник; № 5093; 1 декабря 1835
- Ковалевский, Николай Исидорович; штабс-капитан; 9 сентября 1915
- Ковалевский, Орест, Яковлевич; полковник; № 6981; 4 декабря 1843
- Ковалевский, Пётр Петрович; генерал-майор; № 7730; 26 ноября 1847
- Ковалевский, Платон Николаевич; подполковник; № 6775; 3 декабря 1842
- Ковалевский, Семён Фёдорович; майор; № 7487; 12 января 1846
- Коваленко, Владимир Николаевич; подпоручик; 10 октября 1917
- Коваленко, Владимир Фёдорович; полковник; 4 апреля 1917
- Коваленко, Иван Михайлович; капитан; 7 ноября 1915
- Коваленко, Яков Кузьмич; прапорщик; 4 марта 1917 (посмертно)
- Коваленский, Платон Петрович; полковник; № 7567; 1 января 1847
- Ковалик, Филипп Иванович; подполковник; № 5186; 1 декабря 1835
- Коваль, Александр Дмитриевич; прапорщик; 1 января 1917 (посмертно)
- Коваль, Лука Дементьевич; прапорщик; 4 марта 1917
- Коваль, Никифор Иванович; прапорщик; 14 января 1916
- Ковальков, Николай; подпоручик; 3 сентября 1916
- Ковальский, Алексей Адамович; капитан; 26 августа 1916
- Ковальский, Борис Григорьевич; поручик; 19 марта 1917
- Ковальский, Никифор Петрович; полковник; № 6443; 5 декабря 1841
- Ковальский, Николай Николаевич; подполковник; 30 декабря 1915
- Ковальчук, Андрей; подпоручик; 26 января 1917 (посмертно)
- Ковальчук, Ефим Васильевич; подпоручик; 18 октября 1917 (посмертно)
- Кованько, Александр Павлович; подполковник; № 7016; 4 декабря 1843
- Кованько, Василий Константинович; полковник; 2 января 1916
- Кованько, Михаил Михайлович; полковник; № 4348; 19 декабря 1829
- Коведяев, Арсений Николаевич; капитан 2-го ранга; № 5252; 1 декабря 1835
- Коведяев, Дормидонт Иванович; майор; № 7256; 17 декабря 1844
- Коведяев, Матвей Николаевич; подполковник; № 4465; 18 декабря 1830
- Ковельский, Игнатий Казимирович; подполковник; № 7235; 17 декабря 1844
- Ковенко, Георгий Александрович; подпоручик; 27 июля 1917
- Ковенский, Дмитрий Иванович; подпоручик; 18 сентября 1917
- Ковердынский, Иван Гаврилович; полковник; 1 марта 1916
- Ковторадзе, Алексей Гаврилович; штабс-капитан; № 9570; 28 декабря 1854
- Коен, Семён Иванович; полковник; № 8663; 26 ноября 1851
- Кожанов, Александр Степанович; войсковой старшина; 7 июля 1917 (посмертно)
- Кожевников, Иван Степанович; подпоручик; 27 января 1917 (посмертно)
- Кожевников, Матвей Львович; полковник; № 7176; 17 декабря 1844
- Кожин, Иван Ильич; капитан-лейтенант; № 2140; 26 ноября 1809
- Кожухов, Александр Михайлович; штабс-капитан; 13 марта 1915
- Кожухов, Михаил Гаврилович; капитан-лейтенант; № 207 (174); 27 июля 1773
- Козакевич, Николай Иосифович; подполковник; 19 мая 1915
- Козакевич, Степан Григорьевич; ротмистр; № 7325; 17 декабря 1844
- Козаков, Александр Александрович; ротмистр; 31 июля 1917
- Козаков, Виктор Александрович; подпоручик; 12 января 1917 (посмертно)
- Козаков, Матвей Гаврилович; секунд-майор; № 1224; 26 ноября 1795
- Козел, Никита Ильич; подпоручик; 11 января 1917
- Козелков, Пётр Андреянович; полковник; 12 апреля 1878
- Козель; майор прусской службы; № 1927 (833); 2 марта 1808
- Козен, Пётр Андреевич; генерал-майор; № 2594; 11 июля 1813
- Козенс, Александр Рыцаревич; подполковник; № 1001 (521); 2 сентября 1792
- Козин, Александр Евдокимович; поручик; 14 апреля 1915
- Козин, Даниил Петрович; капитан-лейтенант; № 660 (345); 28 августа 1789
- Козинцев, Андрей Георгиевич; поручик; 27 августа 1916
- Козинцов, Всеволод Владимирович; прапорщик; 24 апреля 1915
- Козицкий, Александр Дмитриевич; штабс-капитан; 27 сентября 1916
- Козко, Павел Иванович; подпоручик; 18 сентября 1917
- Козлов, Александр; майор; № 5297; 1 декабря 1835
- Козлов, Александр Иванович; подпоручик; 11 сентября 1916
- Козлов, Александр Павлович; полковник; № 6725; 3 декабря 1842
- Козлов, Антон Александрович; штабс-капитан; № 8318; 26 ноября 1849
- Козлов, Василий Александрович; полковник; № 8176; 26 ноября 1849
- Козлов, Всеволод Иванович; поручик; № 2077 (948); 18 октября 1809
- Козлов, Георгий Савельевич; подполковник; 20 августа 1916
- Козлов, Дмитрий Александрович; прапорщик; 18 ноября 1917 (посмертно)
- Козлов, Иван (Иванович?); штабс-капитан; № 7915; 26 ноября 1847
- Козлов, Иван Никифорович; капитан; № 5513; 6 декабря 1836
- Козлов, Иван Николаевич; капитан; 17 февраля 1917
- Козлов, Иван Осипович; полковник; № 9658; 26 ноября 1855
- Козлов, Иосиф Андреевич; подпоручик; 27 сентября 1916
- Козлов, Константин Гаврилович; капитан; 4 ноября 1914
- Козлов, Николай Васильевич; генерал-майор; № 3794; 12 декабря 1824
- Козлов, Павел Александрович; полковник; № 7985; 26 ноября 1848
- Козлов, Сергей Михайлович; подполковник; 17 октября 1915 (посмертно)
- Козловский, Викентий Константинович; полковник; 25 июля 1917
- Козловский, Викентий Мартынович; капитан; 17 апреля 1916
- Козловский, Виктор Степанович; генерал-майор; № 9632; 26 ноября 1855
- Козловский, Викентий Михайлович; подполковник; № 6041; 3 декабря 1839
- Козловский, Владислав Валерианович; штабс-капитан; 29 октября 1917
- Козловский, Зиновий Харитонович; подполковник; № 5806; 1 декабря 1838
- Козловский, Михаил Дмитриевич; подполковник; 1 июня 1915
- Козловский, Михаил Тимофеевич; полковник; № 1692 (678); 24 февраля 1806
- Козловский, Парамон Онисимович; капитан; № 9580; 22 января 1855
- Козловский, Платон Тимофеевич; полковник; № 1550 (648); 23 августа 1804
- Козловский, Семён Иванович; секунд-майор; № 710; 26 ноября 1789
- Козловский, Тимофей Михайлович; майор; № 6091; 3 декабря 1839
- Козловский, Фабиан Игнатьевич; капитан; № 5878; 1 декабря 1838
- Козловский, Яков; подполковник; № 1571; 26 ноября 1804
- Козловцов, Иван Ильич; капитан 1-го ранга; № 2239; 26 ноября 1810
- Козлянинов, Григорий Фёдорович; генерал-майор; № 5677; 1 декабря 1838
- Козлянинов, Иван Тимофеевич; генерал-майор; № 3537; 16 декабря 1821
- Козлянинов, Пётр Тимофеевич; полковник; № 5155; 1 декабря 1835
- Козлянинов, Пётр Фёдорович; полковник; № 8374; 26 ноября 1850
- Козлянинов, Тимофей Гаврилович; капитан 2-го ранга; № 295; 26 ноября 1776
- Козлянинов, Фёдор; подполковник; № 980; 26 ноября 1792
- Козмин, Александр Петрович; майор; № 1804 (790); 9 сентября 1807
- Козмин, Иван; полковник; № 1313; 26 ноября 1802
- Козмин, Павел; майор; № 546 (268); 22 сентября 1778
- Козминский, Иван Михайлович; подполковник; № 6061; 3 декабря 1839
- Козодаев, Пётр Михайлович; ротмистр; № 2772; 30 декабря 1813
- Козорезов, Василий Яковлевич; прапорщик; 18 ноября 1916 (посмертно)
- Козырев, Камбулат Тембулатович; подполковник; 26 августа 1916 (посмертно)
- Козырев, Пётр Никифорович; капитан; № 1888; 26 ноября 1807
- Козырьков, Александр Тихонович; подпоручик; 23 мая 1916 (посмертно)
- Койленский, Иван Степанович; полковник; № 2585; 14 июня 1813
- Койчев, Христо Нейкович; генерал-майор; 24 апреля 1915
- Кокарев, Александр Никитич; подполковник; № 5588; 29 ноября 1837
- Кокк, Эдгард Александрович; подпоручик; 25 сентября 1917 (посмертно)
- Коковцев, Матвей Григорьевич; капитан-лейтенант; № 285 (236); 26 ноября 1775
- Коковцев, Савва Григорьевич; лейтенант; 1770[12] (в январе 1789 разжалован в матросы и лишён орденов)
- Кокораки, Андрей Христофорович; капитан-лейтенант; № 6121; 3 декабря 1839
- Кокораки, Егор Христофорович; подполковник; № 5234; 1 декабря 1835
- Кокораки, Николай Христофорович; капитан-лейтенант; № 6623; 5 декабря 1841
- Кокорев, Николай Аркадьевич; сотник; 23 апреля 1915
- Кокорин, Николай Кириллович; подпоручик; 31 июля 1917 (посмертно)
- Кокошкин, Сергей Александрович; генерал-майор; № 5674; 1 декабря 1838
- Кокушкин, Пётр Петрович; полковник; № 6235; 11 декабря 1840
- Колаковский, Всеволод Иосифович; штабс-капитан; 11 апреля 1917 (посмертно)
- Колатинский, Михаил Михайлович; полковник; № 2389 (1023); 12 января 1812
- Колб-Селецкий, Владимир Иосифович; поручик; 31 июля 1916 (посмертно)
- Колен, Карл; генерал-майор; № 4428; 18 декабря 1830
- Колен, Яков Яковлевич; подполковник; № 2887; 18 марта 1814
- Колендо, Чеслав Александрович; подпоручик; 6 января 1917 (посмертно)
- Колениус, Иван Петрович; подполковник; № 8048; 26 ноября 1848
- Коленко, Григорий Дмитриевич; подпоручик; № 10150; 29 июля 1859
- Колесинский, Алексей Казимирович; подполковник; 5 мая 1917
- Колесников, Андрей Иванович; лейтенант; № 2280; 26 ноября 1810
- Колесников, Григорий Георгиевич; штабс-капитан; 26 апреля 1915
- Колесников, Иван Михайлович; подполковник; 15 октября 1916
- Колесников, Иван Никифорович; полковник; 23 мая 1916
- Колесников, Яков Васильевич; майор; № 6822; 3 декабря 1842
- Колесов, Александр Иванович; майор; № 7852; 26 ноября 1847
- Колзаков, Александр Прокофьевич; полковник; № 6943; 4 декабря 1843
- Колзаков, Андрей Андреевич; полковник; № 4960; 3 декабря 1834
- Колзаков, Павел Андреевич; капитан 1-го ранга; № 3025; 26 января 1816
- Колзаков, Пётр Николаевич; генерал-майор; 30 декабря 1915
- Колмаков, Валентин Михайлович; поручик; 14 июня 1915 (посмертно)
- Колмаков, Матвей Ильич; майор; № 3999; 26 ноября 1826
- Колмаков, Николай Георгиевич; поручик; 9 октября 1917
- Колмаков, Осип Яковлевич; майор; № 3845; 12 декабря 1824
- Колмыков, Михаил Петрович; подпоручик; 17 октября 1915 (посмертно)
- Колобов, Валентин Алексеевич; полковник; № 9368; 26 ноября 1854
- Колобов, Иван Григорьевич; майор; № 8778; 26 ноября 1851
- Колобов, Павел Алексеевич; ротмистр; № 8153; 13 сентября 1849
- Кологривов, Алексей Семёнович; полковник; № 2629; 17 августа 1813
- Кологривов, Всеволод Семёнович; капитан 2-го ранга; № 2227; 26 ноября 1810 (сведения о награждении 26 ноября 1811 г. являются ошибочными)
- Колодеев, Александр Николаевич; полковник; 19 апреля 1878
- Колодеев, Фёдор Александрович; полковник; 30 декабря 1915
- Колодничев, Семён Семёнович; майор; № 5835; 1 декабря 1838
- Колодько, Павел Иванович; майор; № 5516; 15 августа 1837
- Колокольцов, Иван Михайлович; контр-адмирал; № 1836; 26 ноября 1807
- Колокольцов, Николай Александрович; лейтенант; № 9898; 12 января 1856
- Колокольцов, Степан Семёнович; полковник; № 9688; 26 ноября 1855
- Коломан-Болла-де-Чафорд, Иобагаз; капитан австрийской службы; 6 сентября 1877
- Коломотьяно, Дмитрий Иванович; лейтенант; № 2269; 26 ноября 1810
- Коломб, Петер фон; майор прусской службы; № 2804; 20 января 1814
- Коломейцев, Николай Николаевич; капитан 2-го ранга; 7 июля 1907
- Коломейцов, Роман Яковлевич; подполковник; № 6004; 3 декабря 1839
- Коломенский, Николай Петрович; генерал-майор; 5 мая 1917
- Коломиец, Аким Осипович; подпоручик; 12 октября 1917
- Коломийцев, Николай Яковлевич; подполковник; № 4837; 25 декабря 1833
- Колоннов, Николай Иванович; майор; № 5626; 29 ноября 1837
- Колосов, Дмитрий; подполковник; № 7461; 12 января 1846
- Колосов, Леонид Павлович; подпоручик; 3 февраля 1915
- Колосовский, Александр Николаевич; поручик; 5 мая 1915
- Колосовский, Иван Григорьевич; полковник; № 9089; 26 ноября 1853
- Колосовский, Пётр Александрович; подполковник; 29 июля 1916
- Колотинский, Константин Михайлович; полковник; № 3920; 26 ноября 1826
- Колотухин, Александр Александрович; подпоручик; 30 июля 1918
- Колошманов, Александр Фёдорович; подпоручик; 1 сентября 1915
- Колпак, Григорий Власович; подпоручик; 19 декабря 1917
- Колпак, Оскар Петрович; капитан; 13 ноября 1916
- Колпаковский, Герасим Алексеевич; полковник; № 10199; 9 декабря 1860
- Колпиков, Иван Васильевич; подпоручик; 26 декабря 1877
- Колпинский; капитан; № 2399 (1033); 31 января 1812
- Колтовский, Владимир Николаевич; подполковник; № 6296; 11 декабря 1840
- Колтовский, Егор Иванович; капитан-лейтенант; № 4279; 11 сентября 1829
- Колтоновский, Стефан Фокич; штабс-капитан; 26 августа 1916
- Колумбов, Алексей Михайлович; штабс-капитан; 24 апреля 1915
- Колупайлов, Михаил Георгиевич; капитан; 15 апреля 1915
- Колчак, Александр Васильевич; капитан 1-го ранга; 9 октября 1915
- Колчевский, Василий Иванович; генерал-майор; № 4189; 25 декабря 1828
- Колчигин, Богдан Константинович; поручик; 4 марта 1917
- Колчин, Алексей Алексеевич; капитан; 7 апреля 1915
- Колчинский, Георгий Александрович; полковник; 31 июля 1917
- Колычев, Николай; секунд-майор; № 301 (239); 26 ноября 1777
- Колычев, Сергей Фёдорович; ротмистр; № 2869; 13 марта 1814
- Колышкин; полковник; № 2182 (969); 7 июля 1810
- Колышкин, Александр Иванович; подполковник; № 7604; 1 января 1847
- Колышкин, Архип Никифорович; майор; № 6610; 5 декабря 1841
- Кольбе, Христиан Дмитриевич; майор; № 8508; 26 ноября 1850
- Кольбиков, Александр Филиппович; есаул; 15 октября 1916
- Кольборн-Рейнель, Джон; полковник великобританской службы; № 3014; 6 августа 1815
- Кольчицкий, Андрей Иванович; майор; № 3741; 26 ноября 1823
- Колюбакин, Александр Николаевич; капитан 1-го ранга; № 5740; 1 декабря 1838
- Колюбакин, Владимир Николаевич; полковник; 14 июня 1915
- Колюбакин, Михаил Алексеевич; ротмистр; 14 декабря 1916
- Колюбакин, Михаил Фёдорович; премьер-майор; № 460; 26 ноября 1786
- Колянковский, Тит Петрович; полковник; № 10189; 26 ноября 1860
- Комаевский, Карл Казимирович; полковник; № 5708; 1 декабря 1838
- Комар, Сотер Владиславович; майор; № 7266; 17 декабря 1844
- Комар, Тит Владиславович; полковник; № 7160; 17 декабря 1844
- Комаров, Александр Николаевич; штабс-капитан; 4 марта 1917
- Комаров, Владимир Саввич; полковник; № 5132; 1 декабря 1835
- Комаров, Григорий Дмитриевич; полковник; 25 апреля 1915
- Комаров, Ипполит Ипполитович; подпоручик; 11 декабря 1915
- Комаров, Константин Виссарионович; генерал-майор; 25 декабря 1877
- Комаров, Нарцисс Дмитриевич; полковник; № 9360; 26 ноября 1854
- Комаров, Николай Михайлович; капитан; 27 августа 1916
- Комаров, Сергей Николаевич; подпоручик; 11 декабря 1915
- Комаровский, Антон Григорьевич; майор; № 6079; 3 декабря 1839
- Комаровский, Евграф Федотович; генерал-лейтенант; № 3392; 15 февраля 1819
- Комаровский, Иван Петрович; майор; № 9457; 26 ноября 1854, за «выслугу 25 лет в офицерских чинах»[13]
- Комиссаров, Александр Данилович; подполковник; 26 августа 1916
- Коммо, Егор Александрович; подполковник; № 9413; 26 ноября 1854
- Комнено, Христофор Маркович; майор; № 652 (337); 26 ноября 1789
- Компан, Франц Иванович; подполковник; № 4581; 16 декабря 1831
- Компанион, Фёдор Карлович; подполковник; № 6016; 3 декабря 1839
- Комрер (Камрер), Иван Фёдорович; полковник; № 8887; 1 февраля 1852
- Комсин, Степан Викторович; полковник; № 8390; 26 ноября 1850
- Кондаки, Михаил Иванович; майор; № 7879; 26 ноября 1847
- Кондахчиани, Гамаяк Овсепович; подпоручик; 28 июня 1916
- Конде-Марквот-Ренгартен, Владимир Николаевич; подполковник; 23 января 1917
- Кондзеровский, Яков Дмитриевич; полковник; № 7161; 17 декабря 1844
- Кондогури, Иван Николаевич; капитан-лейтенант; № 9534; 6 декабря 1854
- Кондрат, Иван Томашевич; штабс-капитан; 26 августа 1916
- Кондратенко, Карп Захарович; майор; № 7263; 17 декабря 1844
- Кондратенко, Роман Исидорович; генерал-майор; 30 сентября 1904
- Кондратенко, Степан Филиппович; подполковник; 17 октября 1915
- Кондратов, Гавриил Иванович; подполковник; № 6549; 5 декабря 1841
- Кондратович, Адам Михайлович; подполковник; № 8497; 26 ноября 1850
- Кондратович, Киприан Антонович; генерал-лейтенант; 17 июля 1906
- Кондратовский, Фёдор Фёдорович; подполковник; 13 января 1915
- Кондратьев, Александр Алексеевич; подполковник; № 8026; 26 ноября 1848
- Кондратьев, Василий; подполковник; № 2338; 26 ноября 1811
- Кондратьев, Василий Васильевич; секунд-майор; № 922 (496); 28 июня 1792
- Кондратьев, Василий Петрович; подполковник; № 9751; 26 ноября 1855
- Кондратьев, Захар; капитан; № 6883; 3 декабря 1842
- Кондратьев, Иван Михайлович; штабс-капитан; 18 октября 1917 (посмертно)
- Кондратьев, Николай Владимирович; поручик; 26 апреля 1915
- Кондратьев, Семён Семёнович; капитан-лейтенант; № 255; 26 ноября 1774
- Кондратьев, Фёдор Леонидович; поручик; 3 февраля 1915
- Кондратьев, Фёдор Семёнович; капитан 2-го ранга; № 9103; 26 ноября 1853
- Кондрашёв, Пётр Николаевич; поручик; 17 апреля 1915
- Кондырев, Александр Степанович; капитан 3-го ранга; № 3606; 16 декабря 1821
- Конев, Филипп Селиверстович; майор; № 7471; 12 января 1846
- Коневецкий, Иван Васильевич; прапорщик; 31 октября 1917 (посмертно)
- Коневский, Яков Кондратьевич; майор; № 4745; 21 декабря 1832
- Коневцев, Константин Петрович; капитан; № 2766; 22 декабря 1813
- Конеско, Николай; подполковник; № 5447; 6 декабря 1836
- Конивальский, Иван Матвеевич; полковник; № 3917; 26 ноября 1826
- Кониев, Александр Григорьевич; капитан; 6 марта 1916
- Кониев, Владимир Григорьевич; подполковник; 17 января 1916 (посмертно)
- Кониский, Михаил Петрович; майор; № 7068; 4 декабря 1843
- Конкевич, Григорий Иванович; капитан-лейтенант; № 6867; 3 декабря 1842
- Коновалов, Александр Ильич; подполковник; № 2303 (1010); 17 октября 1811
- Коновалов, Борис Константинович; подполковник; 30 декабря 1915
- Коновалов, Герман Иванович; капитан; 25 июня 1916
- Коновалов, Максим Ильич; капитан; № 10001; 26 ноября 1856
- Коновалов, Митрофан Прокофьевич; подполковник; 28 ноября 1916
- Коновалов, Сергей Константинович; штабс-капитан; 25 ноября 1916
- Коновалов, Фёдор Евгеньевич; штабс-капитан; 14 июня 1915
- Коновницын, Пётр Петрович; полковник; № 1052 (537); 15 сентября 1794
- Кононенко, Касьян Иванович; прапорщик; 2 апреля 1917
- Кононенков, Пётр Иванович; подпоручик; 16 сентября 1916
- Кононов, Александр Иванович; полковник; № 5734; 1 декабря 1838
- Кононов, Александр Михайлович; полковник; № 10112; 26 ноября 1858
- Кононов, Александр Николаевич; генерал-майор; № 5519; 29 ноября 1837
- Кононов, Иван Иванович; подполковник; № 9131; 26 ноября 1853
- Кононович, Григорий Иванович; капитан 2-го ранга; № 9946; 26 ноября 1856
- Кононович, Иван Григорьевич; капитан 2-го ранга; № 2226; 26 ноября 1810
- Кононович, Иосиф Казимирович; генерал-майор; 27 июля 1916
- Кононович, Пётр Петрович; подполковник; № 9952; 26 ноября 1856
- Кононович, Степан Александрович; премьер-майор; № 1082; 26 ноября 1794
- Конопацкий, Иван Игнатьевич; подполковник; № 6542; 5 декабря 1841
- Коноплин, Пётр Иванович; майор; № 5467; 6 декабря 1836
- Коноплин, Степан Агапович; генерал-майор; № 1306; 26 ноября 1802
- Конопчанский, Пётр Михайлович; генерал-майор; 27 января 1917
- Конотопцев, Аристарх Григорьевич; капитан-лейтенант; № 3614; 16 декабря 1821
- Конрад, Антон Костанович; майор; № 9177; 26 ноября 1853
- Конради-Кондрашёв, Александр Владимирович; штабс-капитан; 21 июня 1915
- Конради-Кондрашов, Сергей Владимирович; поручик; 26 сентября 1916 (посмертно)
- Консевич, Николай Осипович; подполковник; № 5773; 1 декабря 1838
- Константин Константинович, великий князь; мичман; 17 октября 1877
- Константин Константинович (младший), великий князь; поручик; 30 января 1915
- Константин Николаевич, великий князь; № 8154; 21 сентября 1849
- Константинов, Анастасий Константинович; подполковник; № 1855; 26 ноября 1807
- Константинов, Владимир Андреевич; поручик; 27 марта 1917
- Константинов, Захар Семёнович; подполковник; № 8918; 1 февраля 1852
- Константинов, Кириак Константинович; капитан-лейтенант; № 533 (255); 22 июля 1788
- Константинов, Николай; капитан; № 9869; 26 ноября 1855
- Константинов, Николай Григорьевич; ротмистр; 25 сентября 1917
- Константинов, Пётр Дмитриевич; полковник; 13 октября 1916 (посмертно)
- Константинов, Родион Степанович; капитан; № 5334; 1 декабря 1835
- Константинов, Степан Алексеевич; подполковник; № 4875; 25 декабря 1833
- Константинович, Пётр Христофорович; подполковник; № 4715; 21 декабря 1832
- Константинопуло, Егор; капитан; № 2267; 26 ноября 1810
- Констенчик, Авенир Маркович; поручик; 11 апреля 1917
- Контовт, Иосиф Антонович; штабс-капитан; 21 августа 1915
- Концов, Иван Саввич; штабс-капитан; 13 января 1915
- Кончевский, Владимир Карлович; полковник; 13 января 1915 (посмертно)
- Кончевский, Иван Антонович; подполковник; № 7811; 26 ноября 1847
- Кончиалов, Егор; подполковник; № 3207; 26 ноября 1816
- Коншин, Иван Тимофеевич; полковник; № 3035; 26 ноября 1816
- Коняев, Георгий Дмитриевич; подполковник; 28 августа 1917
- Коняев, Михаил Тимофеевич; флота капитан; № 233 (193); 30 июля 1774
- Коняев, Николай Васильевич; поручик; 26 августа 1916 (посмертно)
- Копал, Вячеслав; прапорщик; 25 сентября 1917
- Копанский, Николай Васильевич; полковник; 27 марта 1880
- Копарицкий, Станислав Адольфович; полковник; № 8898; 1 февраля 1852
- Копейшвили, Владимир Петрович; штабс-капитан; 23 мая 1916
- Копейщиков, Боян Дмитриевич; подпоручик; 4 марта 1917 (посмертно)
- Копейщиков, Мстислав Дмитриевич; подпоручик; 29 мая 1915 (посмертно)
- Коптев, Никифор Харлампиевич; действительный статский советник; № 5362; 6 декабря 1836
- Коптев, Сергей Дмитриевич; лейтенант; 7 июля 1907
- Копченков, Константин Аникеевич; подполковник; № 8030; 26 ноября 1848
- Копылков, Максим Архипович; войсковой старшина; № 2524 (1157); 23 декабря 1812
- Копылов, Николай Алексеевич; капитан-лейтенант; № 4014; 26 ноября 1826
- Копыльченко, Алексей Иванович; полковник; 12 января 1917
- Копытов, Николай Семёнович; капитан 3-го ранга; № 2029; 26 ноября 1808
- Копытов, Пётр Семёнович; капитан 3-го ранга; № 1686; 5 февраля 1806
- Копьев, Владимир Александрович; прапорщик; 25 сентября 1917 (посмертно)
- Копьев, Николай Михайлович; подполковник; № 7207; 17 декабря 1844
- Копьев, Пётр Матвеевич; генерал-майор; № 7945; 26 ноября 1848
- Копьев, Юрий Алексеевич; штабс-капитан; № 4645; 25 декабря 1831
- Корабанов; полковник; № 4666; 30 мая 1832
- Корбе, Лев Сергеевич; хорунжий; 17 апреля 1916 (посмертно)
- Корбе, Николай Сергеевич; поручик; 25 сентября 1917
- Корбер, Юлий; полковник прусской службы; 10 июля 1872
- Корвин-Красинский, Александр Иванович; генерал-майор; № 9338; 26 ноября 1854
- Корвин-Круковский, Алексей Владимирович; полковник; 9 сентября 1915
- Корганов, Гавриил Иванович; подполковник; № 8236; 26 ноября 1849
- Кордзая, Николай Парменович; корнет; 30 июня 1917
- Кордовский, Александр Константинович; подполковник; № 7610; 1 января 1847
- Кордюков, Павел Алексеевич; полковник; 8 сентября 1905
- Кордюков, Тимофей Гаврилович; капитан 1-го ранга; № 4512; 18 декабря 1830
- Корево, Франц Иванович; подполковник; 13 октября 1916
- Кореницкий, Дмитрий Григорьевич; майор; № 9435; 26 ноября 1854
- Кореницкий, Иван Григорьевич; капитан; № 9211; 26 ноября 1853
- Корепанов, Григорий Максимович; подпоручик; 31 июля 1917
- Корецкий, Николай Антонович; майор; № 7315; 17 декабря 1844
- Корецкий, Яков Михайлович; подполковник; 17 октября 1915
- Коржавин, Аркадий Андреевич; подпоручик; 25 мая 1916
- Корженевский, Константин Васильевич; подполковник; 7 января 1916
- Корженко, Иван Саввич; капитан; 3 февраля 1916 (посмертно)
- Коржинский, Николай Яковлевич; подполковник; № 7613; 1 января 1847
- Корицкий, Григорий Матвеевич; майор; № 7265; 17 декабря 1844
- Корицкий, Пётр Григорьевич; подполковник; № 1078; 26 ноября 1794
- Корицкой, Дмитрий Иванович; подполковник; № 3982; 26 ноября 1826
- Коркия, Степан Иосифович; майор; № 7490; 12 января 1846
- Коркуц, Леонид Леонидович; подпоручик; 29 августа 1916 (посмертно)
- Кормилицын, Николай Николаевич; подполковник; № 399; 26 ноября 1784
- Кормов, Василий Нилович; поручик; 7 февраля 1917
- Кормушкин, Александр; прапорщик; 9 мая 1919
- Корнеенко, Василий Тимофеевич; подполковник; № 5754; 1 декабря 1838
- Корнеенко, Емельян Онисимович; подполковник; № 5190; 1 декабря 1835
- Корниенко, Константин Иванович; прапорщик; 24 апреля 1915
- Корнилов, Алексей Михайлович; лейтенант; № 665 (350); 28 августа 1789
- Корнилов, Аркадий Афанасьевич; корнет; 19 мая 1915
- Корнилов, Владимир Алексеевич; контр-адмирал; № 8607; 26 ноября 1851
- Корнилов, Лавр Георгиевич; подполковник; 8 сентября 1905
- Корнилов, Пётр Петрович; генерал-майор; № 8163; 26 ноября 1849
- Корнилов, Пётр Яковлевич; генерал-майор; № 2195 (982); 28 сентября 1810
- Корнилов, Степан Фёдорович; штабс-капитан; 8 июля 1915
- Корнилович, Пётр Петрович; полковник; № 6937; 4 декабря 1843
- Коробка, Александр; лейтенант; № 3430; 15 февраля 1819
- Коробка, Максим Петрович; капитан 1-го ранга; № 1402; 26 ноября 1802
- Коробка, Николай Васильевич; капитан-лейтенант; № 3254; 26 ноября 1816
- Коробов, Владимир Иванович; штабс-капитан; 4 марта 1917 (посмертно)
- Коробов-Слинин, Иван Иванович; прапорщик; 6 сентября 1917 (посмертно)
- Коробчан-Горобчан, Фёдор Калинович; прапорщик; 5 ноября 1915 (посмертно)
- Коробьин, Михаил Степанович; капитан; № 649 (334); 22 августа 1789
- Коровкин, Арсений Ермолаевич; полковник; № 2691; 6 октября 1813
- Короев, Владимир Спиридонович; капитан; 22 октября 1917
- Королёв, Василий; майор; № 5825; 1 декабря 1838
- Королёв, Михаил Матвеевич; подполковник; 3 февраля 1916
- Королёв, Николай Фёдорович; подполковник; № 8941; 1 февраля 1852
- Королёв, Паулин Алексеевич; подпоручик; 4 марта 1917
- Королёв, Фёдор Павлович; штабс-капитан; 9 сентября 1915
- Корольков, Иван Алексеевич; штабс-капитан; 8 сентября 1905
- Корольков, Иван Андреевич; майор; № 6345; 11 декабря 1840
- Корольков, Михаил; подполковник; № 3212; 26 ноября 1816
- Корольков, Фёдор Иванович; полковник; 17 октября 1916
- Коронелли, Егор Ермолаевич; капитан-лейтенант; № 3284; 26 ноября 1816
- Коропский, Семён; майор; № 3677; 13 февраля 1823
- Коростовцев, Андрей Григорьевич; подполковник; № 5566; 29 ноября 1837
- Коростовцев, Григорий Яковлевич; лейтенант; № 2161; 26 ноября 1809 (сведения о награждении 26 ноября 1810 года являются ошибочными)
- Коростовцев, Иван Яковлевич; капитан 1-го ранга; № 4819; 25 декабря 1833
- Короткевич, Иван Прохорович; подпоручик; 7 января 1916 (посмертно)
- Короткевич, Лаврентий Михайлович; подполковник; № 9738; 26 ноября 1855
- Короткевич-Ночевный, Владимир Максимович; полковник; № 7954; 26 ноября 1848
- Коротков, Андрей Иванович; подполковник; 7 февраля 1917
- Коротков, Николай Александрович; подполковник; № 6006; 3 декабря 1839
- Коротков, Николай Васильевич; поручик; 5 мая 1878
- Корочанский, Иван Семёнович; подпоручик; 29 октября 1917 (посмертно)
- Корояни, Константин; капитан-лейтенант; 1788
- Корсаков, Александр Львович; генерал-майор; № 5097; 1 декабря 1835
- Корсаков, Алексей Дмитриевич; полковник; № 5707; 1 декабря 1838
- Корсаков, Алексей Иванович; генерал от артиллерии; № 1288; 26 ноября 1802
- Корсаков, Василий Дмитриевич; полковник; № 4209; 25 декабря 1828
- Корсаков, Дмитрий Матвеевич; подполковник; № 5759; 1 декабря 1838
- Корсаков, Николай Дмитриевич; ротмистр; № 4535; 25 июня 1831
- Корсаков, Павел Фёдорович; капитан-лейтенант; № 3529; 6 июня 1821
- Корсаков, Сергей Матвеевич; полковник; № 7183; 17 декабря 1844
- Корсун, Иван Павлович; капитан; № 6872; 3 декабря 1842
- Корсун, Фёдор Семёнович; капитан; № 6640; 5 декабря 1841
- Корушкин, Семён Герасимович; подпоручик; 4 марта 1917
- Корф, Александр Иванович; генерал-майор; № 5680; 1 декабря 1838
- Корф, Андрей Николаевич; капитан; № 10148; 29 июля 1859
- Корф, Василий Сергеевич; генерал-майор; № 9630; 26 ноября 1855
- Корф, Густав Фридрихович; капитан; № 9472; 26 ноября 1854
- Корф, Иван Иванович; подполковник; № 4105; 26 ноября 1827
- Корф, Леопольд Фёдорович; подполковник; № 7220; 17 декабря 1844
- Корф, Николай Андреевич; полковник (?); 11 ноября 1914
- Корф, Павел Иванович; полковник; № 6228; 11 декабря 1840
- Корф, Фёдор Карлович; капитан; № 1187 (617); 17 апреля 1795
- Корф, Фёдор Христофорович; полковник; № 5365; 6 декабря 1836
- Корф, Фердинанд Николаевич; подполковник; № 6523; 5 декабря 1841
- Корчевский, Викентий Станиславович; полковник; № 5138; 1 декабря 1835
- Корчес, Иван Петрович; полковник; № 8431; 26 ноября 1850
- Корчинский, Пётр Степанович; ротмистр; 25 ноября 1916
- Коршунов, Николай Козьмич; капитан; № 5075; 3 декабря 1834
- Корыс, Роман; капитан; № 98; 25 ноября 1770
- Корявко, Александр Платонович; полковник; 1 апреля 1917 (посмертно)
- Косаговский, Николай; капитан; № 9257; 26 ноября 1853
- Косаговский, Павел; майор; № 3126; 26 ноября 1816
- Косинский, Евгений Иванович; подпоручик; 23 мая 1916
- Косицын, Александр Тимофеевич; прапорщик; 6 сентября 1917 (посмертно)
- Косицкий, Николай Андреевич; подпоручик; 7 апреля 1915
- Косиченков, Николай Петрович; майор; № 8762; 26 ноября 1851
- Коскамбо, Дмитрий Иванович; майор; № 5293; 1 декабря 1835
- Коскуль, Пётр Отто; премьер-майор; № 700; 26 ноября 1789
- Косливцов, Александр Петрович; капитан-лейтенант; № 1601; 26 ноября 1804
- Косогоров, Николай Иванович; штабс-капитан; 11 сентября 1916
- Косолапов, Борис Владимирович; подпоручик; 10 июня 1915
- Косоротов, Иван Емельянович; подполковник; № 8252; 26 ноября 1849
- Коссинский, Дмитрий Фёдорович; подполковник; № 7455; 12 января 1846
- Коссович, Лев Игнатьевич; генерал-майор; 30 июля 1905
- Коссович, Матвей Петрович; майор; № 5472; 6 декабря 1836
- Костандулаки, Георгий Дмитриевич; полковник; № 7765; 26 ноября 1847
- Костенецкий, Василий Григорьевич; полковник; № 1694 (680); 24 февраля 1806
- Костенич, Григорий Михайлович; лейтенант; № 2163; 26 ноября 1809
- Костенко, Александр Иванович; генерал-майор; 30 июня 1917
- Костенко, Александр Харлампиевич; подпоручик; 30 июня 1917
- Костенский, Николай Николаевич; подполковник; № 1204 (635); 26 ноября 1795
- Костерин, Константин Иванович; штабс-капитан; 31 июля 1917
- Костиль, Михаил Иванович; подъесаул; 14 апреля 1917
- Костин, Александр Фёдорович; подпоручик; 24 ноября 1917
- Костин, Василий Васильевич; капитан; № 2373; 26 ноября 1811
- Костин, Василий Яковлевич; премьер-майор; № 1118; 26 ноября 1794
- Костин, Григорий, полковник; № 3322; 12 декабря 1817
- Костин, Григорий Андреевич; подполковник; № 2912; 28 марта 1814
- Костин, Иван Иванович; войсковой старшина; № 9587; 15 апреля 1855
- Костин, Фома Герасимович; капитан; № 158 (137); 22 сентября 1771
- Костич, Иван; майор; 15 ноября 1917
- Костомаров, Николай Андреевич; полковник; № 4573; 16 декабря 1831
- Костомаров, Николай Иванович; лейтенант; № 9614; 20 июля 1855
- Косторский, Павел Николаевич; полковник; № 8623; 26 ноября 1851
- Костржицкий, Александр Викторович; штабс-капитан; 25 ноября 1916
- Кострица, Гавриил Осипович; капитан; № 9489; 26 ноября 1854
- Костров, Дмитрий Евстафьевич; подполковник; 13 февраля 1905
- Костров, Сергей Ильич; штабс-капитан; 7 января 1916
- Костров, Семён; ротмистр; № 712; 26 ноября 1789
- Костровский, Казимир Иванович; поручик; № 2732; 20 октября 1813
- Костромитинов, Алексей Васильевич; штабс-капитан; № 4647; 25 декабря 1831
- Костыгов, Александр Степанович; капитан 2-го ранга; № 7994; 26 ноября 1848
- Костыгов, Пётр Никитич; подпоручик; № 7363; 17 декабря 1844
- Костырев, Григорий Иванович; майор; № 7257; 17 декабря 1844
- Костырко, Иван Фёдорович; подполковник; № 7024; 4 декабря 1843
- Костырко, Митрофан Макарович; капитан; № 6166; 28 февраля 1840
- Костырко, Фома Васильевич; подполковник; № 7793; 26 ноября 1847
- Костырь, Макар Николаевич; подполковник; № 4593; 16 декабря 1831
- Костюжинский, Евгений Яковлевич; полковник; 30 июля 1905
- Костюрин, Александр Васильевич; подполковник; № 9970; 26 ноября 1856
- Костюшко-Валюжинич, Антон Иванович; поручик; 28 июля 1907
- Косырев, Митрофан Васильевич; подпоручик; 13 февраля 1905
- Косьмин, Владимир Дмитриевич; штабс-капитан; 3 февраля 1915
- Косякин, Степан; сотник; № 5343; 1 декабря 1835
- Косяровский, Пётр Петрович; подполковник; № 7005; 4 декабря 1843
- Котельников, Александр Александрович; поручик; 25 ноября 1916
- Котельников, Николай Григорьевич; капитан 2-го ранга; № 7786; 26 ноября 1847
- Котен, Евстафий Евстафьевич фон; полковник; № 9659; 26 ноября 1855
- Котен, Фердинанд Евстафьевич фон; подполковник; № 8713; 26 ноября 1851
- Котенев, Николай Иванович; подпоручик; 18 октября 1917 (посмертно)
- Котиков, Иван Иванович; генерал-майор; 26 апреля 1915
- Котинский, Олег; капитан (штабс-капитан?); 25 января 1919 (есть сведения, что награждение состоялось ранее указанной даты)
- Коткевич, Андрей Игнатьевич; подполковник; № 8925; 1 февраля 1852
- Котлинский, Владимир Карпович; подпоручик; 26 сентября 1916 (посмертно)
- Котляр, Пётр Антонович; полковник; 26 августа 1915
- Котляревский, Дмитрий Максимович; капитан; № 9493; 26 ноября 1854
- Котляревский, Иван Иванович; капитан; № 5083; 3 декабря 1834
- Котляревский, Пётр Степанович; полковник; № 2301 (1008); 22 сентября 1811
- Котляров, Гавриил Михайлович; подпоручик; 4 марта 1917 (посмертно)
- Котляров, Иван Давидович; подполковник; № 8712; 26 ноября 1851
- Котов, Александр Евдокимович; подпоручик; 28 июля 1917
- Котов, Пётр Васильевич; подпоручик; 6 сентября 1917
- Котович, Павел Иванович; генерал-майор; № 8849; 1 февраля 1852
- Котульский, Александр Григорьевич; поручик; 8 июля 1915
- Котырев, Андрей; майор; № 3125; 26 ноября 1816
- Котюжинский, Евгений Яковлевич; полковник; 30 июля 1905
- Кофанов, Фёдор Григорьевич; сотник; 17 мая 1915 (посмертно)
- Кох, Александр Иванович; подполковник; № 5775; 1 декабря 1838
- Кох, Василий Николаевич; подпоручик; 3 февраля 1916 (посмертно)
- Кох, Евгений Николаевич; подпоручик; 3 февраля 1916
- Кох, Фёдор Андреевич; подполковник; № 691; 26 ноября 1789
- Кохан, Георгий Алексеевич; подпоручик; 24 ноября 1917
- Коханов, Андрей Васильевич; полковник; № 3073; 26 ноября 1816
- Коханов, Пётр Аполлонович; полковник; № 9084; 26 ноября 1853
- Коханов, Семён Васильевич; полковник; № 3894; 26 ноября 1826
- Коханович, Иван Васильевич; генерал-майор; № 6399; 5 декабря 1841
- Кохановский, Владимир Михайлович; подполковник; 26 августа 1916
- Кохиус, Василий Петрович; капитан 1-го ранга; № 4991; 3 декабря 1834
- Кохиус, Пётр Иванович; генерал-майор; № 1463; 15 декабря 1802
- Кохно, Тимофей Григорьевич; подполковник; № 8008; 26 ноября 1848
- Кочан, Михаил Киприанович; капитан; 21 мая 1915
- Коцарев, Юрий; полковник; № 4078; 26 ноября 1827
- Коцебу, Август Евстафьевич; майор; № 7655; 1 января 1847
- Коцебу, Антон Августович фон; капитан 1-го ранга; № 4020; 26 ноября 1826
- Коцебу, Вильгельм Евстафьевич; капитан; № 2434 (1067); 4 сентября 1812
- Коцебу, Егор Густавович; полковник; № 9100; 26 ноября 1853
- Коцебу, Мориц Евстафьевич; полковник; № 4443; 18 декабря 1830
- Коцебу, Отто Евстафьевич; капитан-лейтенант; 1819 (?)
- Коцебу, Павел Аристович; генерал-майор; 25 апреля 1916
- Коцебу, Павел Евстафьевич; штабс-капитан; № 4397; 28 января 1830
- Коцкевич, Григорий Павлович; подполковник; № 5180; 1 декабря 1835
- Кочакидзе, Георгий Тадеевич; штабс-капитан; 19 апреля 1878
- Кочанов, Евгений Николаевич; штабс-капитан; 19 мая 1915
- Коченгин, Павел Фортунатович; подполковник; 30 июля 1905
- Коченков, Алексей Ефимович; капитан; № 7698; 1 января 1847
- Кочетков, Борис Васильевич; поручик; 17 апреля 1916 (посмертно)
- Кочетов, Фёдор Никитич; полковник; № 5151; 1 декабря 1835
- Кочеунов, Никита Иванович; майор; № 9797; 26 ноября 1855
- Кочешков, Алексей Дмитриевич; майор; № 5285; 1 декабря 1835
- Кочисов, Григорий Паевич; капитан; 26 августа 1916
- Кочкин, Иван Иванович; прапорщик; 25 сентября 1917
- Кочкин, Николай Васильевич; полковник; № 3103; 26 ноября 1816
- Кочмарёв, Егор Григорьевич; полковник; № 6716; 3 декабря 1842
- Кочубей, Пантелей Григорьевич; майор; № 6834; 3 декабря 1842
- Кочубей, Фёдор Григорьевич; майор; № 3517; 6 июня 1821
- Кочугов, Иван Прокофьевич; лейтенант; № 171 (150); 13 ноября 1771
- Кочуров, Николай Иванович; капитан; 18 сентября 1915
- Кошарновский, Виктор Васильевич; поручик; 13 марта 1915
- Кошелев, Владимир Васильевич; полковник; № 4788; 25 декабря 1833
- Кошелев, Гавриил Павлович; капитан; 9 сентября 1915
- Кошелев, Николай Иванович; капитан 2-го ранга; № 5253; 1 декабря 1835
- Кошелев, Филипп Трофимович; штабс-капитан; 13 октября 1916
- Кошелев, Яков Николаевич; майор; № 2055 (926); 15 февраля 1809
- Кошембар, Лев Иванович; полковник; № 3491; 6 июня 1821
- Кошкин, Василий Иванович; подполковник; № 3980; 26 ноября 1826
- Кошкин, Василий Михайлович; генерал-лейтенант; № 4414; 18 декабря 1830
- Кошкин, Георгий Ильич; подпоручик; 9 ноября 1915
- Кошкин, Сергей Васильевич; подпоручик; 12 января 1917 (посмертно)
- Кошкин, Филипп Герасимович; полковник; № 4987; 3 декабря 1834
- Кошкуль, Пётр Иванович; генерал-майор; № 4298; 19 декабря 1829
- Кошлич, Валериан Павлович; подпоручик; 20 ноября 1915 (посмертно)
- Кошуба, Андрей Петрович; майор; № 7079; 4 декабря 1843

## Кр
- Краббе, Карл Карлович; генерал-майор; № 3795; 12 декабря 1824
- Краббе, Николай Карлович; капитан 1-го ранга; № 9052; 26 ноября 1853
- Краббе, Фердинанд Савельевич; капитан; № 7906; 26 ноября 1847
- Краббе, Яков Фёдорович; капитан; № 9843; 26 ноября 1855
- Кравец, Гавриил Митрофанович; подпоручик; 13 января 1915
- Кравец, Поликарп Семёнович; прапорщик; 1 апреля 1916
- Кравцов, Иван Фокич; прапорщик; 6 августа 1915
- Кравцов, Матвей Иванович; поручик; 12 октября 1917 (посмертно)
- Кравцов, Прокофий Андреевич; подпоручик; 25 сентября 1916 (посмертно)
- Кравченко, Павел Петрович; подполковник; № 4096; 26 ноября 1827
- Кравченко, Спиридон Демидович; штабс-капитан; 12 ноября 1917
- Кравчишин, Павел Антонович; поручик; 22 августа 1917
- Кравчук, Георгий Георгиевич; поручик; 12 июля 1915
- Крагельский, Леонтий Дементьевич; подполковник; № 5235; 1 декабря 1835
- Краевский, Григорий Иванович; капитан; № 10083; 26 ноября 1857
- Краевский, Иван Иванович; капитан-лейтенант; № 7718; 1 января 1847
- Краевский, Михаил Григорьевич; капитан; № 7103; 4 декабря 1843
- Краевский, Михаил Иванович; капитан 2-го ранга; № 8677; 26 ноября 1851
- Краковский, Яков Петрович; полковник; № 4328; 19 декабря 1829
- Крамарев, Михаил Петрович; майор; № 3847; 12 декабря 1824
- Крамаренко, Пётр Павлович; штабс-капитан; 25 февраля 1907
- Крамер, Александр Фёдорович; подполковник; № 7246; 17 декабря 1844
- Крамер, Густав Андреевич; подполковник; № 695; 26 ноября 1789
- Кранович, Иосиф Фёдорович; майор; № 9433; 26 ноября 1854
- Крапоткин, Алексей Петрович; полковник; № 8876; 1 февраля 1852
- Крапоткин, Иван Акимович; капитан; № 7908; 26 ноября 1847
- Красавин, Алексей Фёдорович; генерал-майор; № 6697; 3 декабря 1842
- Красев, Сергей Гаврилович; поручик; 19 декабря 1917
- Красевич, Ульян Фомич; майор; № 6340; 11 декабря 1840
- Красин, Николай Петрович; капитан; № 8297; 26 ноября 1849
- Красник, Иван Григорьевич; подполковник; № 6258; 11 декабря 1840
- Красник, Николай Васильевич; полковник; № 6244; 11 декабря 1840
- Красницкий, Юлиан Станиславович; капитан; 31 июля 1917
- Краснов, Даниил Васильевич; сотник; № 8337; 28 ноября 1849
- Краснов, Иван Иванович; генерал-майор; № 7733; 26 ноября 1847
- Краснов, Иван Козьмич; подполковник; № 1189 (568); 1 января 1795
- Краснов, Иван Никифорович; есаул; № 4402; 25 июня 1830
- Краснов, Николай Николаевич; штабс-капитан; 24 ноября 1917 (посмертно)
- Краснов, Пётр Николаевич; генерал-майор; 30 декабря 1915
- Краснодембский, Георгий Георгиевич; капитан; 26 сентября 1916
- Краснокутский, Александр Григорьевич; майор; № 2605; 11 июля 1813
- Красноярцев, Георгий Дмитриевич; подъесаул; 1918 (посмертно)[14]
- Красовский; поручик; № 2412 (1045); 26 марта 1812
- Красовский; штабс-капитан; № 2906; 18 марта 1814
- Красовский, Александр Михайлович; поручик; 25 сентября 1917
- Красовский, Антон Фёдорович; подполковник; № 9419; 26 ноября 1854
- Красовский, Афанасий Иванович; капитан; № 2178 (965); 20 июня 1810
- Красовский, Иван Степанович; капитан; № 4902; 25 декабря 1833
- Красовский, Митрофан Павлович; подполковник; 26 ноября 1878
- Красовский, Николай Иванович; подполковник; № 8226; 26 ноября 1849
- Красовский, Николай Иванович; штабс-капитан; № 9573; 28 декабря 1854
- Красовский, Николай Иванович; лейтенант; № 10098; 18 декабря 1857
- Красовский, Павел Андреевич; капитан; № 7342; 17 декабря 1844
- Красовский, Семён Константинович; майор; № 2028; 26 ноября 1808
- Красовский, Степан Григорьевич; полковник; № 4687; 21 декабря 1832
- Красовский, Яков Петрович; полковник; № 5134; 1 декабря 1835
- Крат, Михаил Николаевич; поручик; 11 марта 1915
- Кратце, Фёдор Иванович; генерал-майор; № 3790; 12 декабря 1824
- Крауз, Вильгельм Иванович; подполковник; № 7822; 26 ноября 1847
- Крауз, Карл; подполковник; № 1358; 26 ноября 1802
- Краузе, Адам Иванович; майор; № 8760; 26 ноября 1851
- Краузе, Иван Степанович; подполковник; № 4997; 3 декабря 1834
- Краузе, Николай Фридрихович; генерал-майор; 30 июля 1905
- Краузе, Осип Иванович; генерал-майор; № 4043; 26 ноября 1827
- Краус, Мартин-Генрих Фридрихович; поручик; 25 мая 1917
- Крафстрем, Евстафий Борисович; генерал-майор; № 4299; 19 декабря 1829
- Карл Август Адольф Крафт[нем.]; генерал-майор прусской службы; № 3301; 23 января 1817
- Крафт, Эрнест Андреевич; подпоручик; 22 декабря 1917 (посмертно)
- Крахмалюк, Иван Фёдорович; подпоручик; 22 декабря 1917 (посмертно)
- Крахт; майор прусской службы; № 2949; 28 июля 1814
- Крачкевич, Тадеуш Поликарпович; прапорщик; 31 декабря 1916 (посмертно)
- Крашенинников, Маврикий Павлович; подпоручик; 22 декабря 1916 (посмертно)
- Крей, Карл Романович; подполковник; № 5218; 1 декабря 1835
- Крейдик, Сергей Фёдорович; капитан; 11 ноября 1914 (посмертно)
- Крейц, Киприан Антонович; полковник; № 2478 (1111); 23 декабря 1812
- Крейчман, Сергей Иосифович; прапорщик; 25 мая 1916
- Крекшин, Дмитрий Иванович; ротмистр; № 2810; 22 января 1814
- Креманац, Степан; штабс-капитан сербской службы; 10 мая 1878
- Кременецкий; подполковник; № 2972; 8 сентября 1814
- Кременецкий, Константин Андреевич; штабс-капитан; 23 мая 1916
- Кременецкий, Николай Терентьевич; майор; № 9448; 26 ноября 1854
- Кремер, Александр фон; подполковник; № 4722; 21 декабря 1832
- Кремер, Оскар Карлович; лейтенант; № 9604; 11 мая 1855
- Кремко, Михаил Андреевич; поручик; 14 апреля 1917
- Креммер, Густав Генрихович; подполковник; № 8035; 26 ноября 1848
- Креммер, Отто Фридрихович; майор; № 10072; 26 ноября 1857
- Кремпин, Дмитрий Иванович; подполковник; № 5794; 1 декабря 1838
- Кренке, Виктор Данилович; генерал-лейтенант; 8 сентября 1878
- Кренштейн, Егор; секунд-майор; № 1122; 26 ноября 1794
- Крестинский, Николай Николаевич; капитан; 24 апреля 1915
- Кретов, Николай Васильевич; генерал-майор; № 1751 (737); 8 апреля 1807
- Кречанский, Венедикт Егорович; подполковник; № 4090; 26 ноября 1827
- Кречетников, Валериан Ильич; капитан 2-го ранга; № 7036; 4 декабря 1843
- Кречинский, Степан Иванович; майор; № 3588; 16 декабря 1821
- Кржеминский, Николай Николаевич; генерал-майор; 28 августа 1917
- Кржечковский, Николай; поручик; 25 мая 1917 (посмертно)
- Крживоблоцкий, Евгений Иванович; полковник; 27 марта 1880
- Кржижановский, Иван Михайлович; капитан; № 6645; 5 декабря 1841
- Кржижевич, Владислав Михайлович; прапорщик; 7 ноября 1915
- Кривдин, Филипп Васильевич; полковник; 26 августа 1916
- Кривенко, Евгений Васильевич; полковник; 17 апреля 1915 (посмертно)
- Кривоблоцкий, Амвросий Матвеевич; подполковник; № 4370; 19 декабря 1829
- Кривоблоцкий, Станислав Сидорович; подполковник; № 5241; 1 декабря 1835
- Кривов, Матвей Васильевич; сотник; 11 марта 1915
- Кривоносов; майор; № 2506 (1139); 23 декабря 1812
- Кривоносов, Антон Фёдорович; майор; № 7267; 17 декабря 1844
- Кривоносов, Мирон Феоктистович; поручик; 25 сентября 1917
- Кривопишин, Иван Григорьевич; генерал-майор; № 6694; 3 декабря 1842
- Криворотов, Наум Петрович; прапорщик; 31 октября 1917
- Кривошапкин, Иван Фёдорович; капитан 3-го ранга; № 3859; 12 декабря 1824
- Кривошеев, Василий Васильевич; подполковник; № 10053; 26 ноября 1857
- Кривошеев, Григорий Васильевич; майор; № 7052; 4 декабря 1843
- Кривошеин, Алексей Иванович; лейтенант; № 2164; 26 ноября 1809
- Кривошеин, Фёдор Захарьевич; премьер-майор; № 1033; 26 ноября 1793
- Кривский, Егор Петрович; капитан; № 9507; 26 ноября 1854
- Кривцов, Александр Иванович; генерал-лейтенант; № 4549; 16 декабря 1831
- Кривцов, Андрей Дмитриевич; полковник; № 6958; 4 декабря 1843
- Кривцов, Евгений Николаевич; подпоручик; 4 августа 1916 (посмертно)
- Кривцов, Евграф Михайлович[15]; полковник; № 5976; 3 декабря 1839
- Кривцов, Милий Витальевич; штабс-капитан; 17 июня 1901
- Кривцов, Никанор Михайлович; подполковник; № 3108; 26 ноября 1816
- Кривцов, Фёдор; полковник; № 1093; 26 ноября 1794
- Кривчина, Андрей Григорьевич; подполковник; № 9960; 26 ноября 1856
- Кригер, Павел Генрихович; подпоручик; 25 сентября 1917
- Кригер, Фёдор Александрович; майор; № 4601; 16 декабря 1831
- Криденер, Фабиан Миронович (Василий, Вильгельм); полковник; № 8858; 1 февраля 1852
- Криднер, Егор Антонович; подполковник; № 6287; 11 декабря 1840
- Криднер, Карл Антонович; полковник; № 1947 (854); 20 мая 1808
- Криднер, Леонтий фон; премьер-майор; № 438; 26 ноября 1785
- Криднер, Павел Павлович; полковник; № 6706; 3 декабря 1842
- Криднер, Пётр Антонович; подполковник; № 3504; 6 июня 1821
- Криднер, Фёдор; секунд-майор; № (211); 26 ноября 1774 (впоследствии был разжалован в рядовые и лишён орденов)
- Криер, Александр Васильевич; майор; № 9438; 26 ноября 1854
- Кримаревский, Николай Иванович; полковник; № 3649; 13 февраля 1823
- Криницкий, Антон Иванович; майор; № 6841; 3 декабря 1842
- Криницкий, Антон Людвигович; полковник; № 10172; 26 ноября 1859
- Криницкий, Василий Павлович; подполковник; № 4591; 16 декабря 1831
- Криницкий, Василий Яковлевич; подполковник; 30 июня 1917
- Криницкий, Евгений Иванович; капитан 2-го ранга; 24 января 1905
- Криницкий, Иван Николаевич; штабс-капитан; 27 января 1917
- Кринский, Платон Яковлевич; генерал-майор; № 9643; 26 ноября 1855
- Крисевич, Антон; майор; № 8091; 26 ноября 1848
- Крист, Карл Фёдорович; капитан; № 10182; 26 ноября 1859
- Кристал, Георг-Эдгар Юльевич; прапорщик; 18 октября 1917 (посмертно)
- Кристофор, Иоанн; полковник румынской службы; 25 марта 1918
- Крит, Карл Христофорович фон; полковник; № 4801; 25 декабря 1833
- Критский, Александр Васильевич; полковник; 25 февраля 1907
- Критский, Василий Васильевич; подполковник; № 9276; 26 декабря 1853
- Критский, Николай Дмитриевич; капитан 2-го ранга; № 3844; 12 декабря 1824
- Крицкий, Георгий Дмитриевич; подпоручик; 9 июня 1915
- Крицын, Евфим Никитич; майор; № 3589; 16 декабря 1821
- Кричевский, Орист Яковлевич; лейтенант; № 2274; 26 ноября 1810
- Кричинский, Ельяш Иосифович; майор; № 5256; 1 декабря 1835
- Кричинский, Осип Степанович[16]; подполковник; № 5455; 6 декабря 1836
- Кричинский, Самуил Борисович; полковник; № 7561; 1 января 1847
- Кричинский, Семён Билялович (Бемялович)[17]; капитан; № 5329; 1 декабря 1835
- Кришвицкий, Тадеуш Доминикович; полковник; № 5545; 29 ноября 1837
- Криштафович, Владимир Михайлович; полковник; 13 февраля 1905
- Криштафович, Егор Константинович; майор; № 1639 (669); 12 января 1806
- Криштафович, Николай Константинович; подполковник; № 562; 26 ноября 1788
- Криштонов (Криштопов), Фёдор; подпоручик; 6 августа 1915
- Кройерус, Аксель Самойлович; подполковник; № 9747; 26 ноября 1855
- Крок, Александр Иванович; полковник; № 6205; 11 декабря 1840
- Крок, Карл Эдуардович; полковник; 27 февраля 1878
- Кроми, Фрэнсис Ньютон Аллан; лейтенант английской службы; 28 октября 1915
- Кромин, Павел Евграфович; полковник; № 2999; 10 июля 1815
- Кронгольм, Карл Матвеевич; полковник; № 9942; 26 ноября 1856
- Кронек, Адам Адамович фон; майор; № 8060; 26 ноября 1848
- Кронек, Иосиф Адамович; полковник; № 7400; 12 января 1846
- Кронек, Фёдор Адамович фон; полковник; № 5535; 29 ноября 1837
- Кронман, Алексей Антонович; подполковник; № 6017; 3 декабря 1839
- Кропоткин, Степан Алексеевич; подполковник; № 4368; 19 декабря 1829
- Кропотов, Александр; полковник; № 3555; 16 декабря 1821
- Кропотов, Алексей Ефимович; прапорщик; 15 марта 1917 (посмертно)
- Кропотов, Гавриил Алексеевич; подполковник; № 735 (382); 2 июля 1790
- Кропотов, Никита Михайлович; капитан 2-го ранга; № 5039; 3 декабря 1834
- Кроссар, Жан-Батист-Луи (Кроссарт, Иоганн-Людвиг); полковник; № 2977; 17 сентября 1814
- Кроун, Роман Васильевич; капитан 2-го ранга; № 639 (324); 23 июня 1789
- Круглевский, Александр Владимирович; капитан; 21 апреля 1917
- Круглевский, Василий Александрович; генерал-майор; 30 января 1915
- Кругликов, Авель Александрович; полковник; № 7422; 12 января 1846
- Кругликов, Василий Николаевич; полковник; № 8656; 26 ноября 1851
- Круз, Александр Иванович фон; капитан флота; № 131 (110); 9 июля 1771
- Крузе, Александр Романович; полковник; № 6753; 3 декабря 1842
- Крузе, Александр Яковлевич; подполковник; № 9741; 26 ноября 1855
- Крузе, Егор Николаевич; генерал-майор; № 4926; 3 декабря 1834
- Крузе, Игнатий Антонович; полковник; № 8639; 26 ноября 1851
- Крузе, Константин Яковлевич; капитан; № 8300; 26 ноября 1849
- Крузе, Пётр Семёнович; полковник; № 2215; 26 ноября 1810
- Крузенштерн, Александр Карлович; полковник; № 6415; 5 декабря 1841
- Крузенштерн, Иван Фёдорович; капитан-лейтенант; № 1536; 26 ноября 1803
- Крузенштерн, Николай Иванович; генерал-майор; № 7138; 17 декабря 1844
- Крузенштерн, Павел Карлович; подполковник; 20 сентября 1878
- Крузенштерн, Филипп Фридрихович (Фёдорович, Карлович); полковник; № 10039; 26 ноября 1857
- Круковский, Феликс Антонович (Станиславович); полковник; № 6903; 16 сентября 1843
- Круль, Александр Андреевич; премьер-майор; № 783; 26 ноября 1790
- Крумин, Фёдор Яковлевич; подпоручик; 28 сентября 1905
- Круммес, Фёдор Христофорович; полковник; № 5129; 1 декабря 1835
- Крупинский, Вальтер Адольфович; подпоручик; 29 июля 1916
- Крусанов, Андрей Никифорович; капитан-лейтенант; № 373; 26 ноября 1782
- Крутень, Евграф Николаевич; штабс-капитан; 29 августа 1916
- Крутиков, Михаил Павлович; поручик; 10 сентября 1916 (посмертно)
- Крутов, Иван Дмитриевич; инженер-майор; № 1031; 26 ноября 1793
- Крутов, Максим Иванович; полковник; № 6425; 5 декабря 1841
- Крутов, Михаил Иванович; полковник; № 5927; 3 декабря 1839
- Кршивицкий, Николай Фаддеевич; полковник; 16 декабря 1877
- Крыгин, Вячеслав Дмитриевич; полковник; 23 мая 1916
- Крыжановский, Александр; поручик; 12 октября 1917
- Крыжановский, Альбиан Орестович; капитан; 26 августа 1916 (посмертно)
- Крыжановский, Андрей Иванович; полковник; № 3333; 12 декабря 1817
- Крыжановский, Иван Антонович; подполковник; № 9404; 26 ноября 1854
- Крыжановский, Константин Антонович; подполковник; № 8950; 1 февраля 1852
- Крыжановский, Максим Константинович; полковник; № 2459 (1092); 21 ноября 1812
- Крыжановский, Филипп Николаевич; майор; № 10076; 26 ноября 1857
- Крыжин, Николай Викторович; штабс-капитан; 24 ноября 1916 (посмертно)
- Крыжов, Нарцисс Фёдорович; майор; № 4895; 25 декабря 1833
- Крыжов, Платон Фёдорович; подполковник; № 4471; 18 декабря 1830
- Крылов, Валентин Павлович; прапорщик; 25 сентября 1917
- Крылов, Василий Дмитриевич; поручик; 30 декабря 1915
- Крылов, Владимир Петрович; прапорщик; 6 сентября 1917 (посмертно)
- Крылов, Дмитрий Никифорович; капитан; № 2421 (1054); 24 августа 1812
- Крылов, Евгений Николаевич; капитан; 3 февраля 1915 (посмертно)
- Крылов, Константин Александрович; генерал-лейтенант; 16 апреля 1915
- Крылов, Михаил Иванович (георгиевский кавалер); капитан; № 9506; 26 ноября 1854, за «выслугу 25 лет в офицерских чинах»[13]
- Крылов, Михаил Никифорович; майор; № 3988; 26 ноября 1826
- Крылов, Павел Никанорович; сотник; 2 октября 1916
- Крылов, Семён Пахомович; подполковник; № 5441; 6 декабря 1836
- Крылов, Сергей Сергеевич; полковник; № 6221; 11 декабря 1840
- Крым-Шамхалов, Магомет-Гирей; корнет; 9 октября 1917
- Крымов, Александр Михайлович; генерал-майор; 26 июня 1916
- Крыт, Илларион Матвеевич; подпоручик; 22 декабря 1917
- Крыштопенко, Александр Александрович; поручик; 2 июня 1915
- Крыштопенко, Борис Александрович; поручик; 2 июня 1915 (посмертно)
- Крюков, Александр Павлович; полковник; № 4536; 8 июля 1831
- Крюков, Василий Семёнович; лейтенант; № 2279; 26 ноября 1810
- Крюков, Григорий Васильевич; полковник; 7 апреля 1878
- Крюков, Иван; поручик; № 9874; 26 ноября 1855
- Крюков, Пётр Алексеевич; подполковник; 26 августа 1916
- Крюковский, Василий Васильевич; полковник; № 7165; 17 декабря 1844
- Крючков, Николай Алексеевич; прапорщик; 12 апреля 1878
- Крючков, Владимир Алексеевич; поручик; 26 ноября 1878
- Крякин, Дмитрий Васильевич; капитан; № 8115; 26 ноября 1848
- Крякин, Яков Васильевич; капитан; № 8548; 26 ноября 1850

## Кс — Кт
- Ксенофонтов, Александр Александрович; поручик; 2 апреля 1917
- Ксирихи, Михаил Анастасьевич; майор; № 10135; 26 ноября 1858
- Ктитарев, Иван Леонтьевич; майор; № 7065; 4 декабря 1843

## Ку
- Кубаркин, Александр Михайлович; подполковник; № 8710; 26 ноября 1851
- Кубаровский, Михаил Иванович; полковник; № 9057; 26 ноября 1853
- Кублицкий, Андрей Потапович; капитан-лейтенант; № 6123; 3 декабря 1839
- Кублицкий, Константин Александрович; ротмистр; 19 мая 1915
- Кублицкий, Софроний Архипович; подполковник; № 10116; 26 ноября 1858
- Кувшинов, Александр; штабс-капитан; 29 октября 1917 (посмертно)
- Кугушев, Искандер Хасанович; подпоручик; 13 января 1915
- Кугушев, Сулейман (Григорий) Хасанович; подпоручик; 13 января 1915
- Кудаев, Иван Семёнович; секунд-майор; № 521; 26 ноября 1787
- Кудаев, Пётр Семёнович; премьер-майор; № 508; 26 ноября 1787
- Кудашев, Михаил Фёдорович; генерал-майор; № 6400; 5 декабря 1841
- Кудашев, Николай Данилович; штабс-капитан; № 2058 (929); 15 февраля 1809
- Кудин, Владимир Иванович; подпоручик; 26 января 1917
- Кудинов, Дмитрий Павлович; подпоручик; 8 июля 1915
- Кудияров, Фёдор Степанович; капитан; № 8313; 26 ноября 1849
- Кудревич, Александр Феликсович; штабс-капитан; 20 ноября 1915
- Кудревич, Ксаверий Семёнович; подполковник; № 9964; 26 ноября 1856
- Кудрявой, Иван Александрович; капитан 2-го ранга; № 6559; 5 декабря 1841
- Кудрявцев, Алексей Алексеевич; поручик; 25 ноября 1916
- Кудрявцев, Аркадий Дмитриевич; подполковник; № 8024; 26 ноября 1848
- Кудрявцев, Василий Филиппович; майор; № 1729 (715); 29 января 1807
- Кудрявцев, Дмитрий Иванович; капитан; № 1143 (572); 1 января 1795
- Кудрявцев, Матвей Иванович; капитан-лейтенант; № 1604; 26 ноября 1804
- Кудрявцев, Павел Павлович; капитан; 6 августа 1915
- Кужелев, Всеволод Александрович; прапорщик; 1 сентября 1915
- Кузик, Освальд Карлович; подпоручик; 14 июня 1915
- Кузин, Василий Николаевич; поручик; 18 ноября 1917
- Кузин, Евгений Евгеньевич; полковник; 23 мая 1916
- Кузменков, Иван Михайлович; майор; № 2134; 26 ноября 1809
- Кузнецов; полковник; № 4145; 25 января 1828
- Кузнецов, Александр Григорьевич; подполковник; 7 апреля 1915
- Кузнецов, Александр Дмитриевич; капитан 2-го ранга; № 9713; 26 ноября 1855
- Кузнецов, Алексей Александрович; подъесаул; 30 декабря 1915
- Кузнецов, Андрей Александрович; прапорщик; 3 февраля 1915
- Кузнецов, Андрей Андреевич; полковник; № 3064; 26 ноября 1816
- Кузнецов, Василий; майор; № 3676; 13 февраля 1823
- Кузнецов, Василий Иванович; капитан-лейтенант; № 9164; 26 ноября 1853
- Кузнецов, Вячеслав Петрович; подполковник; 26 апреля 1915
- Кузнецов, Георгий Михайлович; подпоручик; 26 марта 1916
- Кузнецов, Григорий Андреевич; подполковник; № 1368; 26 ноября 1802
- Кузнецов, Дмитрий Иванович; капитан-лейтенант; № 8433; 26 ноября 1850
- Кузнецов, Дмитрий Николаевич; штабс-капитан; 18 сентября 1917
- Кузнецов, Иван Фёдорович; капитан-лейтенант; № 531 (253); 22 июля 1788
- Кузнецов, Константин Николаевич; генерал-майор; 25 мая 1916 (посмертно)
- Кузнецов, Константин Яковлевич; штабс-капитан; 26 августа 1916
- Кузнецов, Лев Михайлович; подпоручик; 26 января 1917
- Кузнецов, Михаил Ефимович; штабс-ротмистр; 11 января 1917 (посмертно)
- Кузнецов, Михаил Михайлович; генерал-майор; № 5687; 1 декабря 1838
- Кузнецов, Михаил Николаевич; подпоручик; 30 октября 1916 (посмертно)
- Кузнецов, Пётр Фёдорович; прапорщик; 28 августа 1917 (посмертно)
- Кузнецов, Сергей Алексеевич; генерал-майор; 10 февраля 1917
- Кузнецов, Сергей Михайлович; прапорщик; 9 сентября 1915
- Кузовлев, Гавриил Демьянович; майор; № 7865; 26 ноября 1847
- Кузовлев, Иван Козьмич; полковник; № 5977; 3 декабря 1839
- Кузовлев, Степан Демьянович; подполковник; № 5001; 3 декабря 1834
- Кузько, Александр Павлович; есаул; 28 марта 1917 (посмертно)
- Кузьменко, Дмитрий Николаевич; полковник; 28 февраля 1919
- Кузьменков, Прокофий Онисимович; поручик; 26 сентября 1916
- Кузьмин, Александр Александрович; подполковник; 25 ноября 1916
- Кузьмин, Александр Яковлевич; полковник; № 3145; 26 ноября 1816
- Кузьмин, Анатолий Александрович; подполковник; 13 января 1915 (посмертно)
- Кузьмин, Аполлон Алексеевич; подполковник; № 8931; 1 февраля 1852
- Кузьмин, Валентин Петрович; поручик; 18 октября 1917
- Кузьмин, Дмитрий Филиппович; прапорщик; № 9613; 16 июля 1855
- Кузьмин, Иван Ильич; подполковник; № 3669; 13 февраля 1823
- Кузьмин, Илья Козьмич; подполковник; № 8948; 1 февраля 1852
- Кузьмин, Иосиф Алексеевич; штабс-капитан; 27 сентября 1917
- Кузьмин, Кондратий Петрович; капитан; № 9254; 26 ноября 1853
- Кузьмин, Константин Козьмич; подполковник; № 8443; 26 ноября 1850
- Кузьмин, Николай Васильевич; полковник; № 4083; 26 ноября 1827
- Кузьмин, Николай Захарович; капитан; 26 сентября 1916
- Кузьмин, Семён Сергеевич; штабс-капитан; 13 ноября 1916
- Кузьмин, Сергей Козьмич; капитан; № 9015; 1 февраля 1852
- Кузьмин, Сергей Никитич; прапорщик; 3 ноября 1915 (посмертно)
- Кузьмин, Степан Иванович; полковник; № 3553; 16 декабря 1821
- Кузьмин-Власюк, Николай Фёдорович; подпоручик; 19 марта 1917 (посмертно)
- Кузьмин-Караваев, Дмитрий Петрович; подполковник; № 668 (353); 26 ноября 1789
- Кузьмин-Караваев, Николай Дмитриевич; поручик; 15 марта 1917 (посмертно)
- Кузьмин-Караваев, Николай Константинович; прапорщик; 20 июля 1916 (посмертно)
- Кузьмин-Караваев, Николай Николаевич; капитан-лейтенант; № 10023; 21 декабря 1856
- Кузьмин-Платов, Сергей Васильевич; прапорщик; 25 сентября 1917
- Кузьминский, Василий Иванович; полковник; № 4794; 25 декабря 1833
- Кузьминский, Михаил; поручик; 27 января 1917
- Кузьминский, Пётр Ефимович; поручик; № 10247; 27 июня 1867
- Кузьмич, Владимир Сильвестрович; поручик; 1 сентября 1915
- Кук, Генрих-Фридрих; полковник великобританской службы; № 2927; 3 мая 1814
- Куканов, Александр; штабс-капитан; 25 сентября 1917
- Кукель, Ксаверий Антонович; полковник; № 8190; 26 ноября 1849
- Куколевский, Осип Михайлович; подполковник; № 6762; 3 декабря 1842
- Куколевский, Сергей Максимович; подполковник; № 8734; 26 ноября 1851
- Куксин, Александр Фёдорович; полковник; 3 апреля 1917 (посмертно)
- Кулаков, Дмитрий Логгинович; подпоручик; 29 апреля 1917
- Кулаков, Иван Ильич; капитан; 27 января 1917
- Кулаков, Михаил Николаевич; поручик; 3 января 1917
- Кулаков, Николай; есаул; № 9840; 26 ноября 1855
- Кулаков, Яков Фокич; войсковой старшина; № 7669; 1 января 1847
- Кулбаков, Николай Петрович; полковник; № 590 (274); 18 января 1789
- Кулгарин; майор; № 2791; 20 января 1814
- Кулебякин, Александр Парфентьевич; ротмистр; 22 августа 1877
- Кулебякин, Парфентий Терентьевич; ротмистр; 30 октября 1877
- Кулев, Александр Яковлевич; подпоручик; 31 июля 1917 (посмертно)
- Кулеш, Павел Иванович; хорунжий; 26 августа 1916 (посмертно)
- Кулеша, Михаил Феликсович; подпоручик; 17 апреля 1915
- Кулешин, Степан Иванович; генерал-майор; 25 мая 1916
- Кулигин, Григорий Никитич; штабс-капитан; 21 апреля 1917
- Кулик, Николай Владимирович; капитан; 13 января 1915
- Куликовский, Всеволод Владимирович; прапорщик; 18 июля 1916 (посмертно)
- Куликовский, Иосиф Григорьевич; капитан; № 6646; 5 декабря 1841
- Куликовский, Константин Осипович; полковник; № 7989; 26 ноября 1848
- Куликовский, Осип Андреевич; полковник; № 1925 (831); 17 февраля 1808
- Кулинич, Иван Петрович; подполковник; 30 декабря 1915
- Куличкин, Егор Еремеевич; лейтенант; № 2376; 26 ноября 1811
- Куломзин, Александр Семёнович; капитан-лейтенант; № 3428; 15 февраля 1819
- Куломзин, Василий, полковник; № 3714; 26 ноября 1823
- Куломзин, Николай Семёнович; лейтенант; № 1893; 26 ноября 1807
- Кулыгин, Павел Иванович; майор; № 6085; 3 декабря 1839
- Кульберг, Иван Карлович; штабс-ротмистр; № 10011; 26 ноября 1856
- Кульбовский, Владислав Станиславович; штабс-капитан; 15 марта 1917
- Кульбовский, Казимир Станиславович; штабс-капитан; 6 сентября 1917
- Кульвинский, Александр Иосифович; штабс-капитан; 21 ноября 1916
- Кульгачёв, Алексей Петрович; есаул; № 9569; 28 декабря 1854
- Кульман, Иван Иванович; подполковник; № 4487; 18 декабря 1830
- Кульман, Николай Самойлович; майор; № 2235; 26 ноября 1810
- Кульман, Самуил Самойлович; майор; № 2237; 26 ноября 1810
- Кульнев, Борис Ильич; поручик; 2 июня 1915
- Кульнев, Яков Николаевич; майор; № 2720; 20 октября 1813
- Кульнев, Яков Николаевич; полковник; № 6440; 5 декабря 1841
- Кульстрем, Фёдор Лаврентьевич; генерал-майор; 1 января 1878
- Кульчицкий, Лев Яковлевич; капитан 2-го ранга; № 9914; 7 апреля 1856
- Кулябка, Александр Иванович; майор; № 5300; 1 декабря 1835
- Кулябка, Иван; полковник; № 4798; 25 декабря 1833
- Кумани, Михаил Николаевич; капитан-лейтенант; № 2249; 26 ноября 1810
- Кумани, Николай Михайлович; полковник; № 6462; 5 декабря 1841
- Кумани, Николай Петрович; капитан 1-го ранга; № 717; 10 декабря 1789
- Кумано, Антон Филиппович; секунд-майор; № 956; 26 ноября 1792
- Кумелас, Паниот Пантелеевич; капитан-лейтенант; № 2258; 26 ноября 1810
- Кун, Александр Осипович; капитан; № 8308; 26 ноября 1849
- Кун, Михаил Иосифович; полковник; № 8886; 1 февраля 1852
- Кунаков, Ефим Фёдорович; генерал-майор; 19 мая 1915
- Кундухов, Муса Алхасович; генерал-майор; № 10186; 26 ноября 1860
- Куницкий, Карл Осипович; подполковник; № 2473 (1106); 16 декабря 1812
- Куницкий, Александр Карлович; майор; № 8773; 26 ноября 1851
- Куницкий, Пётр Максимович; подполковник; № 9760; 26 ноября 1855
- Кунцевич, Ефим Иванович; поручик; № 7129; 18 августа 1844
- Кунцевич, Пётр Иванович; подполковник; № 8004; 26 ноября 1848
- Кунцевич, Тимофей; капитан; № 9498; 26 ноября 1854
- Купенков, Фёдор Иванович; подполковник; № 8468; 26 ноября 1850
- Купер, Генри Александр; капитан английской службы; 25 сентября 1915
- Купкин, Сергей Устинович; штабс-капитан; 29 октября 1917
- Купов, Иван Степанович; штабс-капитан; 5 ноября 1916
- Купреянов, Павел Иванович; капитан-лейтенант; № 9526; 26 ноября 1854, «за 18 морских кампаний»[18]
- Куприн, Андриан Дмитриевич; подполковник; № 1103; 26 ноября 1794
- Куприянов, Владимир Васильевич; штабс-капитан; 4 марта 1917
- Куприянов, Иван Антонович; лейтенант; № 4025; 26 ноября 1826
- Куприянов, Николай Яковлевич; полковник; № 4965; 3 декабря 1834
- Куприянов, Павел Георгиевич; поручик; 2 января 1917
- Купфер, Александр Иванович; полковник; № 4070; 26 ноября 1827
- Купфер, Карл Иванович; подполковник; № 4996; 3 декабря 1834
- Купчинов, Николай Андреевич; майор; № 7647; 1 января 1847
- Купчинский, Люциан-Юлиан Феофилович; подполковник; 3 сентября 1916
- Купчинский, Николай Николаевич; полковник; 19 мая 1915
- Куракин, Василий Козьмич; капитан; № 2683; 24 сентября 1813
- Кураченков, Михаил Александрович; капитан; 29 октября 1917
- Курбанов, Егор Эммануилович; майор; № 7873; 26 ноября 1847
- Курбанов, Степан Эммануилович; подполковник; № 7229; 17 декабря 1844
- Курбатов, Пётр Александрович; майор; № 6573; 5 декабря 1841
- Курвитс, Ганс Густавович; поручик; 15 марта 1917
- Курдюков, Демьян Родионович; капитан; 28 июля 1907
- Курдюмов, Антон Алексеевич; полковник; № 1327; 26 ноября 1802
- Курдюмов, Пётр Антонович; капитан; № 6631; 5 декабря 1841
- Куриленков, Павел Федосеевич[19]; подполковник; № 4584; 16 декабря 1831
- Курило, Фёдор Алексеевич; подполковник; № 5790; 1 декабря 1838
- Курилов, Андрей Алексеевич[20]; майор; № 5482; 6 декабря 1836
- Курилов, Владимир Иванович; ротмистр; № 2723; 20 октября 1813
- Курилов, Леонид Кириллович; поручик; 24 апреля 1915
- Курин, Сергей Гурьевич; есаул; 9 марта 1915
- Курис, Михаил Онуфриевич; генерал-майор; № 5112; 1 декабря 1835
- Курковский, Фердинанд Альфонсович; поручик; 19 сентября 1907
- Куркчи, Павел Михайлович; подпоручик; 4 апреля 1917 (посмертно)
- Курлин, Пётр Степанович; майор; 23 декабря 1878
- Курлов, Аркадий Никанорович; генерал-майор; 27 февраля 1878
- Курмачёв, Пётр Афанасьевич; капитан; № 8306; 26 ноября 1849
- Курнаков, Николай Васильевич; генерал-майор; 5 октября 1877
- Курнатовский, Иван Данилович; полковник; № 2099; 26 ноября 1809
- Курников, Василий Егорович; подпоручик; 27 сентября 1916
- Курносов, Николай Андреевич; генерал-майор; № 3622; 13 февраля 1823
- Куроедов, Алексей Матвеевич; премьер-майор; № 97 (78); 25 ноября 1770
- Куроедов, Прокофий Васильевич; подполковник; № 1364; 26 ноября 1802
- Куролесов, Яков Максимович; подполковник; № 5005; 3 декабря 1834
- Куропаткин, Алексей Николаевич; капитан; 29 декабря 1876
- Курош, Павел Парфенович; майор; № 5624; 29 ноября 1837
- Курсель, Александр Фёдорович; полковник; № 7168; 17 декабря 1844
- Курсель, Карл Фёдорович; секунд-майор; № 1047 (532); 28 июня 1794
- Курсель, Константин Христофорович; полковник; № 8645; 26 ноября 1851
- Курси, де; дивизионный генерал французской службы; 16 апреля 1878
- Курт-Аметов, Сеит Мустафа; подпоручик; 5 мая 1917 (посмертно)
- Куртуков, Никанор Иванович; подполковник; 22 декабря 1915
- Куртьянов, Михаил Иванович; генерал-майор; № 9650; 26 ноября 1855
- Курута, Дмитрий Дмитриевич; полковник; № 2102; 26 ноября 1809
- Курушин, Степан Семёнович; подпоручик; 2 января 1917
- Кусакин, Пётр Алексеевич; штабс-капитан; 1 марта 1916 (посмертно)
- Кусаков, Анатолий Михайлович; прапорщик; 5 мая 1878
- Кусаков, Даниил Степанович; премьер-майор; № 383; 26 ноября 1783
- Кусаков, Иван Саввич; капитан бригадирского ранга; № 1129; 26 ноября 1794
- Кусаков, Лев Иванович; полковник; № 7580; 1 января 1847
- Кусов, Виктор Николаевич; поручик; 9 марта 1917
- Кусов, Иван Алексеевич; полковник; № 8409; 26 ноября 1850
- Кусов, Инал Тегоевич; майор; 12 июня 1878
- Кусовац, Радован Николаевич; штабс-капитан; 2 апреля 1917
- Кусовац, Шкрнио; командир батальона черногорской службы; 26 февраля 1879
- Кусовников, Алексей Михайлович; генерал-майор; № 5099; 1 декабря 1835
- Кусонский, Василий Михайлович; подполковник; 13 октября 1916 (посмертно)
- Кутаев, Борис Константинович; поручик; 18 сентября 1916
- Кутейников 8-й; полковник; № 2717; 20 октября 1813
- Кутейников, Артемий Афанасьевич; войсковой старшина; № 2522 (1155); 23 декабря 1812 (сведения о награждениях 31 декабря 1812 г. и 14 мая 1813 г. являются ошибочными)
- Кутейников, Дмитрий Ефимович; полковник; № 1783 (769); 22 мая 1807
- Кутепов, Александр Павлович; капитан; 25 сентября 1916
- Кутитонский, Григорий Антонович; поручик; № 9273; 26 ноября 1853
- Куткашенский, Исмаил-бек; полковник; № 6975; 4 декабря 1843
- Кутлер, Павел Фёдорович (Фёдор); штабс-капитан; № 9589; 15 апреля 1855
- Кутльвашер, Карл; подпоручик; 25 сентября 1917
- Кутневич, Борис Герасимович; полковник; № 8394; 26 ноября 1850
- Кутневич, Николай Борисович; подполковник; 5 мая 1878
- Куторга, Митрофан Яковлевич; подполковник; 25 сентября 1917
- Кутров, Афанасий Синадинович; капитан-лейтенант; № 10127; 26 ноября 1858
- Кутров, Константин Синадинович; капитан-лейтенант; № 7089; 4 декабря 1843
- Кутузов, Александр Иванович; подполковник; № 7593; 1 января 1847
- Кутузов, Александр Петрович; капитан; № 1990 (898); 20 мая 1808
- Кутузов, Александр Потапович; подпоручик; 17 декабря 1916 (посмертно)
- Кутузов, Иван Степанович; полковник; № 2414 (1047); 8 июня 1812
- Кутузов, Пётр Юдич; секунд-майор; № 70 (71); 1 ноября 1770
- Кутузов, Фёдор Михайлович; полковник; № 166 (145); 13 ноября 1771
- Кутуков, Иван Зиновьевич; капитан; № 4132; 26 ноября 1827
- Кутыгин, Матвей Иванович; капитан 1-го ранга; № 5407; 6 декабря 1836
- Кутыгин, Фёдор Иванович; лейтенант; № 4026; 26 ноября 1826
- Кутыев, Яков; поручик; 16 сентября 1917 (посмертно)
- Кутьин, Пётр Владимирович; подпоручик; 10 ноября 1916 (посмертно)
- Кухаренко, Иван Кондратьевич; поручик; 19 мая 1915
- Кухаренко, Яков Герасимович; полковник; № 8622; 26 ноября 1851
- Кухин, Сергей Клавдиевич; капитан; 8 марта 1915
- Куценко, Владимир Андреевич; подпоручик; 24 декабря 1916
- Куцовский, Франц Иванович; майор; № 3355; 12 декабря 1817
- Куцынский, Андрей Александрович; полковник; № 7572; 1 января 1847
- Кучаров, Пётр Васильевич; подполковник; № 5242; 1 декабря 1835
- Кучевский, Феликс Иванович; майор; № 6077; 3 декабря 1839
- Кучеров, Степан Иванович; поручик; 8 июля 1915
- Кучин, Александр Иванович; штабс-капитан; № 1704 (690); 8 мая 1806
- Кучинский, Николай Антонович; подполковник; 1 июня 1915
- Кучкель, Владимир Владимирович; полковник; 30 декабря 1915
- Кучмин, Василий Иванович; поручик; 18 сентября 1916
- Кучуков, Сулейман Юнусович; поручик; 25 апреля 1915
- Кушакевич, Алексей Ефимович; генерал-майор; 9 сентября 1915
- Кушакевич, Иван Матвеевич; поручик; № 9269; 26 ноября 1853
- Кушев, Константин Алексеевич; майор; № 8082; 26 ноября 1848
- Кушелев, Андрей Сергеевич; полковник; № 6424; 5 декабря 1841
- Кушелев, Григорий Григорьевич; генерал-майор; № 6175; 11 декабря 1840
- Кушелев, Григорий Иванович; капитан 2-го ранга; № 4878; 25 декабря 1833
- Кушелевский, Роман-Антоний Людвигович; полковник; 8 июля 1915
- Кушин, Василий; подполковник; № 3205; 26 ноября 1816
- Кушинников, Иван Алексеевич; майор; № 4526; 9 апреля 1831
- Кушковский, Сергей Сергеевич; полковник; № 8405; 26 ноября 1850
- Кушлянский, Дмитрий; полковник; № 6253; 11 декабря 1840
- Кушнарев, Павел Степанович; прапорщик; № 10162; 8 сентября 1859
- Кушнерев, Иван Васильевич; подполковник; № 3940; 26 ноября 1826
- Кушников; полковник; № 2295 (1002); 11 апреля 1811

## Кэ — Кю
- Кэмпбелл, Колин; полковник великобританской службы; № 3008; 6 августа 1815
- Кэмпбелл, Нил; полковник великобританской службы; № 2844; 26 февраля 1814
- Кэткарт, Уильям Шоу; посол Великобритании; № 2643; 9 сентября 1813
- Кюке, Криш-Индрик (Христофор) Генрихович; штабс-капитан; 3 февраля 1915
- Кюринский, Юсуф-Бек Таир-Бек-оглы; штабс-капитан; № 7127; 18 августа 1844
- Кюрто, Павел Павлович; капитан; 8 июля 1915 (посмертно)
- Кюрто, Пётр Иванович; подполковник; № 4097; 26 ноября 1827